# Obiectivul de Dezvoltare Durabilă 17 al Uniunii Europene
ODD 17 - Parteneriate pentru obiective promovează un parteneriat global pentru dezvoltare durabilă și subliniază importanța stabilității macroeconomice și a mobilizării resurselor financiare pentru țările în curs de dezvoltare. De asemenea, subliniază importanța comerțului și a regulilor echitabile pentru guvernarea acestuia. Scopul subliniază, de asemenea, importanța accesului la știință și tehnologie, în special tehnologia informației și comunicațiilor bazată pe internet.
Parteneriatul reprezintă esența UE și un principiu general pentru abordarea ODD-urilor în interiorul și dincolo de granițele UE. Monitorizarea ODD 17 în contextul UE se concentrează pe parteneriatul global, guvernanța financiară și accesul la tehnologie. Pe parcursul perioadei de cinci ani evaluate, progresele UE în domeniul parteneriatului global au fost mixte. În timp ce importurile din țările în curs de dezvoltare au crescut, finanțarea către aceste țări a scăzut, iar UE este încă în urmă pe drumul său către obiectivul asumat de asistență oficială pentru dezvoltare. În plus, guvernanța financiară în cadrul UE rămâne o provocare, așa cum este exemplificată de o pondere în scădere a taxelor de mediu în veniturile fiscale totale și de nivelurile ridicate ale datoriei publice brute. Între timp, accesul la tehnologie în UE a progresat, cu o creștere semnificativă a ponderii gospodăriilor conectate la internet de mare viteză.

## Indicatori care măsoară progresul către ODD17, UE
| Indicator                                                      | Perioadă                                                    | Rata anuală de creștere                                     | Tendință                                                    | Observații         |
| Parteneriat global                                             | Parteneriat global                                          | Parteneriat global                                          | Parteneriat global                                          | Parteneriat global |
| -------------------------------------------------------------- | ----------------------------------------------------------- | ----------------------------------------------------------- | ----------------------------------------------------------- | ------------------ |
| Asistență oficială pentru dezvoltare                           | 2006–2021                                                   | constatat: 1,2%                                             | ▼                                                           | ODD 17             |
| Asistență oficială pentru dezvoltare                           | 2006–2021                                                   | necesar: 2,3%                                               | ▼                                                           | ODD 17             |
| Asistență oficială pentru dezvoltare                           | 2016–2021                                                   | constatat: 0,0%                                             | ▼                                                           | ODD 17             |
| Asistență oficială pentru dezvoltare                           | 2016–2021                                                   | necesar: 2,6%                                               | ▼                                                           | ODD 17             |
| Finanțarea UE către țările în curs de dezvoltare               | 2006–2021                                                   | –0,2%                                                       | ▼                                                           | ODD 17             |
| Finanțarea UE către țările în curs de dezvoltare               | 2016–2021                                                   | –3,8%                                                       | ▼                                                           | ODD 17             |
| Importurile UE din țările în curs de dezvoltare                | 2007–2022                                                   | 6,1%                                                        | ▲                                                           | ODD 17             |
| Importurile UE din țările în curs de dezvoltare                | 2017–2022                                                   | 12,5%                                                       | ▲                                                           | ODD 17             |
| Guvernanța financiară în cadrul UE                             |                                                             |                                                             |                                                             |                    |
| Datoria publică brută                                          | 2007–2022                                                   | 2,0%                                                        | ▼                                                           | ODD 17             |
| Datoria publică brută                                          | 2017–2022                                                   | 0,5%                                                        | ▼                                                           | ODD 17             |
| Ponderea taxelor de mediu în veniturile fiscale totale         | 2006–2021                                                   | –0,9%                                                       | ▼                                                           | ODD 17             |
| Ponderea taxelor de mediu în veniturile fiscale totale         | 2016–2021                                                   | –2,3%                                                       | ▼                                                           | ODD 17             |
| Accesul la tehnologie                                          |                                                             |                                                             |                                                             |                    |
| Ponderea gospodăriilor cu conexiune la internet de mare viteză | serie temporală prea scurtă pentru evaluarea pe termen lung | serie temporală prea scurtă pentru evaluarea pe termen lung | serie temporală prea scurtă pentru evaluarea pe termen lung | ODD 17             |
| Ponderea gospodăriilor cu conexiune la internet de mare viteză | 2016–2021                                                   | constatat: 22,7%                                            | ▲                                                           | ODD 17             |
| Ponderea gospodăriilor cu conexiune la internet de mare viteză | 2016–2021                                                   | necesar: 10,3%                                              | ▲                                                           | ODD 17             |

Note:

Pentru indicatorii fără țintă sunt prezentate ratele de creștere constatate pe perioadele specificate. Pentru indicatorii cu o țintă UE cuantificată (), sunt prezentate atât ratele de creștere constatate, cât și ratele de creștere care ar fi fost necesare în perioadele specificate pentru îndeplinirea obiectivului

## Prezentare generală

### Parteneriat global
Pentru a atinge ODD-urile, sunt necesare parteneriate între guverne, sectorul privat, societatea civilă și alte părți. Economiile mai bogate, cum ar fi Uniunea Europeană, pot sprijini punerea în aplicare a Agendei 2030 în țările în curs de dezvoltare prin resurse publice și private, interne și internaționale. Aceste resurse pot fi atât financiare, cât și nefinanciare. Această prezentare se concentrează pe resursele financiare. În general, indicatorii parteneriatului mondial arată o imagine mixtă pentru UE în ultimii câțiva ani.
UE sprijină dezvoltarea printr-o serie de mecanisme de sprijin financiar
În 2015, în Agenda de acțiune de la Addis Abeba, toate țările au recunoscut că finanțele publice internaționale joacă un rol important în completarea eforturilor interne ale țărilor de a mobiliza resursele publice, în special în țările cele mai sărace și vulnerabile. Asistența oficială pentru dezvoltare (AOD), alte fluxuri oficiale (AFO), fluxurile private, cum ar fi investițiile străine directe (ISD), granturile acordate de organizații neguvernamentale (ONG-uri) și creditele de export cu sprijin oficial sunt câteva dintre fluxurile financiare din UE și statele sale membre către țările în curs de dezvoltare.
În ceea ce privește volumul total al fluxurilor financiare din UE către țările în curs de dezvoltare, Organizația pentru Cooperare și Dezvoltare Economică (OCDE) estimează că finanțarea totală publică și privată a UE către țările în curs de dezvoltare s-a ridicat la 111,3 miliarde euro în 2021. Luând în considerare inflația, aceasta este aproximativ la același nivel cu fluxurile financiare furnizate de UE cu cincisprezece ani mai devreme și este – parțial substanțial – mai mică decât sumele furnizate între 2014 și 2019. În timp ce AFO și granturile acordate de ONG-uri au rămas destul de marginale, AOD și fluxurile private au reprezentat 95% sau mai mult din finanțarea totală estimată a UE pentru dezvoltare începând cu 2014. În general, AOD a fost cel mai fiabil și mai constant flux financiar din UE către țările în curs de dezvoltare, în timp ce fluxurile private au variat puternic de-a lungul anilor.
Asistență oficială pentru dezvoltare: o lungă luptă pentru îndeplinirea obiectivelor
Ideea că țările donatoare ar trebui să contribuie cu 0,7% din venitul lor național brut (VNB) la AOD este pe agenda internațională de o jumătate de secol. UE se angajează să atingă ținta de 0,7% până în 2030, așa cum se afirmă în Noul Consens european privind dezvoltarea. Statele membre care au aderat la UE după 2002 s-au angajat să furnizeze 0,33% din VNB pentru AOD. În ansamblu, UE și-a cheltuit 0,49% din VNB pentru AOD în 2021, scăzând lent de la 0,50% în 2020. Vârful din 2020 al raportului AOD/VNB al UE a reflectat o tendință globală, AOD la nivel mondial a atins un nivel general ridicat, deoarece ca rezultat al eforturilor donatorilor în contextul pandemiei de COVID-19. În UE, scăderea raportului AOD/VNB din 2020 până în 2021 este rezultatul creșterii VNB mai rapid (8,6%) decât AOD (6,3%).
Doar patru țări UE, Luxemburg, Suedia, Germania și Danemarca, au atins obiectivul de 0,7% în 2021, ceea ce înseamnă că vor fi necesare eforturi suplimentare pentru a îndeplini obiectivul colectiv al UE până în 2030.
UE rămâne cel mai important furnizor AOD din lume
În 2021, UE și-a menținut poziția de cel mai mare donator de AOD la nivel mondial, furnizând aproximativ 71,6 miliarde euro. Această valoare se referă la AOD combinată furnizată de cele 27 de state membre ale UE și de instituțiile UE. În plus, cu 0,49% în 2021, raportul global AOD/VNB al UE a fost semnificativ mai mare decât pentru majoritatea celorlalți donatori ai Comitetului de Asistență pentru Dezvoltare (CAD), precum Canada, Japonia sau Statele Unite. În același timp, ajutorul din partea donatorilor în curs de dezvoltare câștigă în relevanță. De exemplu, Arabia Saudită și Turcia și-au cheltuit aproximativ 1% din VNB pe AOD în 2021.
UE încearcă să sprijine în special țările cel mai puțin dezvoltate

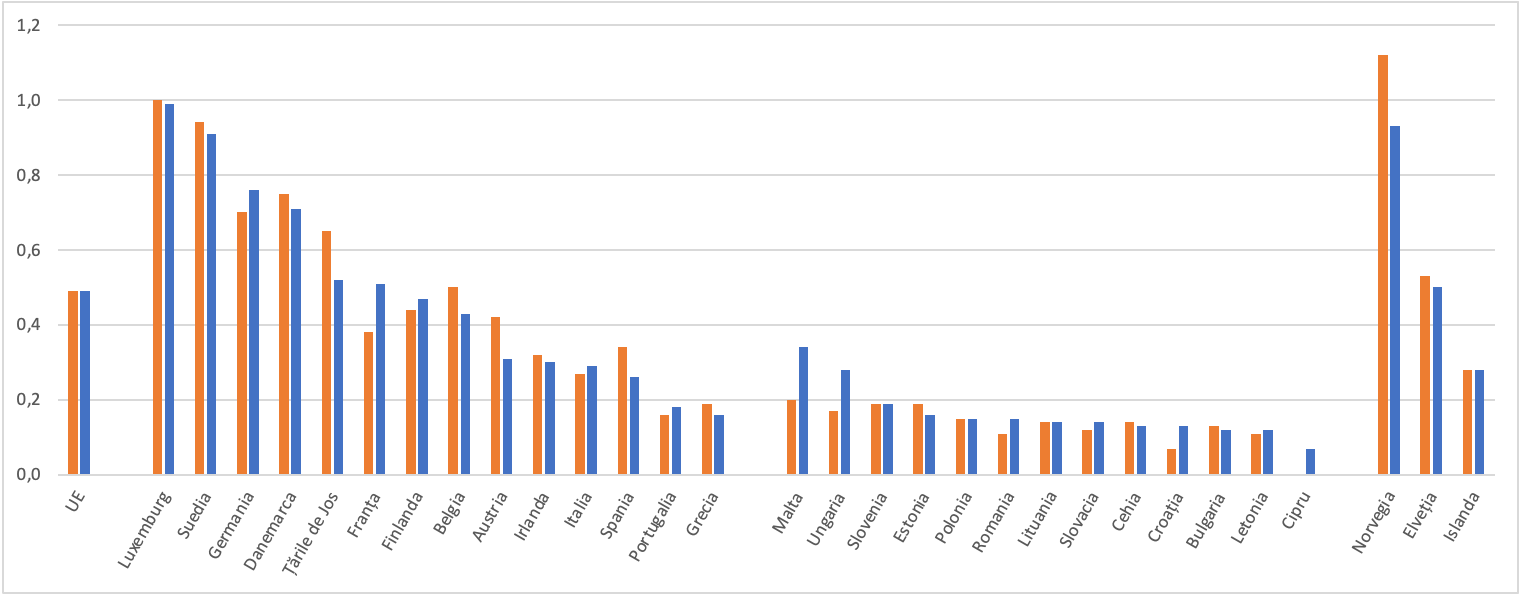
2016
2021
Sursa: Eurostat (online data code: sdg_17_10)

Pentru a direcționa resursele acolo unde sunt cel mai necesare — către țările cel mai puțin dezvoltate ( least developed countries - LDC) și țările aflate în stări de fragilitate și conflict — UE își propune să furnizeze colectiv 0,15–0,20% din VNB către LDC pe termen scurt, ajungând la 0,20% în calendarul Agendei 2030. În 2021, asistența oficială colectivă pentru dezvoltare acordată de UE pentru țările cel mai puțin dezvoltate a reprezentat 0,11% din VNB, după o perioadă de stagnare în jurul acestei valori din 2012. Prin urmare, UE nu a progresat către obiectivul său de 0,20% în ultimii ani. În 2021, doar trei state membre – Luxemburg, Suedia și Danemarca – au depășit procentul vizat din VNB al AOD către țările cel mai puțin dezvoltate. În plus, Finlanda a depășit ținta pe termen scurt, cu un raport de 0,16%.
AOD este doar o parte a mai multor mecanisme de finanțare
UE urmărește să se asigure că țările în curs de dezvoltare pot combina ajutorul, investițiile și comerțul cu resursele și politicile interne pentru a consolida capacitatea și a deveni autonome. AOD, de exemplu, poate fi folosită ca un catalizator pentru mobilizarea altor resurse financiare, cum ar fi veniturile fiscale interne sau resursele din sectorul privat. Au fost dezvoltate și alte instrumente inovatoare, cum ar fi combinarea granturilor cu împrumuturi, garanții sau capitaluri proprii de la finanțatori publici și privați.
Sprijinul financiar al UE, combinat cu veniturile interne și private, poate oferi o bază pentru atingerea obiectivelor Agendei 2030, permițând investiții în servicii sociale, energie curată, infrastructură, transport și tehnologii ale informației și comunicațiilor. În cel mai bun caz, țările în curs de dezvoltare ar putea depăși unele dintre modurile nesustenabile de producție și consum pe care le folosesc țările industrializate.
Importurile UE din țările în curs de dezvoltare au atins un nou record în 2022
Contribuția potențială a comerțului la dezvoltarea durabilă a fost recunoscută de mult timp. Acest lucru se reflectă în Politica comercială revizuită a UE din 2021, împreună cu Pactul verde european, care subliniază contribuția pe care o poate aduce politica comercială la realizarea ambiției UE privind dezvoltarea durabilă.
Exporturile pot crea locuri de muncă interne și permit țărilor în curs de dezvoltare să obțină valută străină, pe care o pot folosi pentru a importa bunurile necesare. O mai bună integrare a țărilor în curs de dezvoltare pe piețele mondiale poate reduce nevoia de fluxuri publice externe. Mai multe dintre ODD-uri se referă la importanța comerțului pentru dezvoltarea durabilă. Cu toate acestea, trebuie remarcat faptul că indicatorii UE legați de comerț nu oferă informații dacă produsele în cauză sunt produse într-o manieră durabilă din punct de vedere ecologic și social.
Între 2007 și 2022, importurile UE din țările în curs de dezvoltare s-au dublat de la 617 miliarde euro la 1.508 miliarde euro. În această perioadă, importurile UE din țările în curs de dezvoltare au crescut în medie cu 6,1% pe an. Pe termen scurt, din 2017, importurile au crescut și mai puternic, cu 12,5% anual. Ambele tendințe au fost în mare măsură determinate de o creștere considerabilă a importurilor din țările în curs de dezvoltare cu aproape 40% în 2022 comparativ cu 2021. Creșterea a fost deosebit de puternică pentru țările cel mai puțin dezvoltate, pentru care importurile au crescut cu peste 84% din 2021 până în 2022.
Importurile din țările în curs de dezvoltare către UE ca pondere a importurilor din toate țările din afara UE au crescut de la 43,2% în 2007 la 50,2% în 2022. La fel ca în 2021, țările în curs de dezvoltare (inclusiv China) au reprezentat astfel jumătate din toate importurile extra-UE în 2022. China (excluzând Hong Kong) a reprezentat singură 20,9% din importurile UE în 2022, aproape dublul ponderii importurilor din Statele Unite, care au reprezentat 11,9%. În schimb, cele aproape 50 de țări clasificate drept cel mai puțin dezvoltate de către ONU au reprezentat puțin peste 2% din toate importurile UE în 2022.
„Ajutorul pentru comerț” este o parte a AOD care vizează proiecte și programe legate de comerț. Acesta își propune să construiască capacitatea comercială și infrastructura în țările în curs de dezvoltare, în special în țările cel mai puțin dezvoltate. UE și statele sale membre au fost principalii furnizori mondiali de ajutor pentru comerț în 2020, oferind 23 miliarde euro, sau 47% din ajutorul global pentru comerț. Doar trei donatori – instituțiile UE, Germania și Franța – au oferit 90% din valoarea totală. Ponderea ajutorului pentru comerț pentru țările cel mai puțin dezvoltate a fost de 13% din totalul ajutorului pentru comerț în 2020, cu două puncte procentuale mai mică decât în cei trei ani anteriori.

### Guvernanța financiară în cadrul UE
Pentru a ajuta alte țări să-și dezvolte economiile, economiile proprii ale UE trebuie, de asemenea, să rămână pe o cale de dezvoltare durabilă. Stabilitatea macroeconomică în UE este, prin urmare, un pilon al contribuției Uniunii la implementarea ODD. În plus, UE încearcă să-și facă economia mai ecologică. Într-un context global, în care modelele de consum dintr-o regiune pot avea un impact grav asupra modelelor de producție din alte părți, este deosebit de important ca prețurile să reflecte costurile reale de consum și producție. Acestea ar trebui să includă plăți pentru externalitățile negative cauzate de activități poluante sau alte activități care dăunează sănătății umane și mediului. Mai mult, UE a subliniat că taxele de mediu pot oferi oportunități de reducere a impozitelor în alte domenii, de exemplu pe muncă.
Progresul constant în reducerea datoriei publice ca pondere din PIB a fost oprit de pandemia de COVID-19
Potrivit Tratatului privind funcționarea Uniunii Europene, datoria publică nu ar trebui să depășească 60% din PIB în statele membre ale UE. Ca o consecință a crizei COVID-19 și a cheltuielilor publice aferente, ponderea globală în PIB a datoriei în UE a crescut brusc în 2020, ajungând la 90,0%, ceea ce reprezintă o creștere cu 12,3 puncte procentuale față de 2019. În 2021 și 2022, valoarea raportului datorie publică/PIB în UE a scăzut cu 2,0, respectiv 4,0 puncte procentuale comparativ cu anul precedent. În 2022, ponderea a fost astfel de 84,0%, cu 2,1 puncte procentuale mai mare decât în urmă cu cinci ani.
În 2022, raportul dintre datoria publică a statelor membre și PIB a variat de la 18,4% în Estonia la 171,3% în Grecia. Treisprezece țări UE au depășit pragul de 60% în 2022, iar șase state membre aveau rate datorii/PIB peste 100%.
„Ecologizarea” sistemului fiscal rămâne o provocare
Taxele de mediu contribuie la furnizarea semnalelor corecte de preț și reprezintă stimulente pentru producători, utilizatori și consumatori în a încuraja un consum mai puțin poluant, pentru a contribui la dezvoltarea durabilă. Ele pot oferi, de asemenea, oportunități de reducere a impozitelor în alte domenii, de exemplu în ceea ce privește forța de muncă, iar dacă veniturile pentru o protecție socială adecvată sunt protejate, pot oferi o opțiune de succes pentru a aborda atât problemele de mediu, cât și cele legate de ocuparea forței de muncă, așa cum se prevede în Planul de acțiune al UE pentru o impozitare echitabilă și simplă. Taxele de mediu susțin tranziția către o economie neutră din punct de vedere climatic. După cum se indică în Comunicarea privind impozitarea întreprinderilor pentru secolul 21 în ceea ce privește mixul fiscal al UE, taxele comportamentale, cum ar fi cele de mediu și cele de sănătate, continuă să aibă o importanță tot mai mare pentru politicile fiscale ale UE. Taxele de mediu bine concepute ajută la sprijinirea tranziției ecologice prin transmiterea semnalelor corecte de preț, precum și prin implementarea principiului „poluatorul plătește”. Ele generează, de asemenea, venituri care pot compensa unele dintre reducerile de impozite pe muncă necesare.
În 2021, taxele de mediu au reprezentat doar 5,5% din veniturile fiscale totale în UE, în timp ce impozitele pe muncă au reprezentat 53,5% în 2020. Taxele pe energie au constituit cea mai mare parte a taxelor de mediu, reprezentând 4,3% din veniturile fiscale în 2021, urmate de taxele de transport cu o pondere de 1,0%. În comparație, impozitele pe poluare și resurse – a treia componentă a taxelor de mediu – au rămas neglijabile, reprezentând doar 0,2% din veniturile fiscale totale în 2021. Ponderea impozitelor totale de mediu a scăzut considerabil din 2016, în paralel cu o creștere a ponderii impozitelor pe muncă, ceea ce înseamnă că în UE povara fiscală se deplasează de la mediu la muncă și nu invers. În statele membre, ponderea taxelor de mediu în veniturile fiscale totale a variat de la 3,8% în Luxemburg la 10,0% în Grecia în 2021. Comparativ cu 2016, ponderea acestora a scăzut și mai mult în aproape toate țările UE. Doar Grecia – țara cu cea mai mare pondere a taxelor de mediu în 2021 – a raportat o creștere de 0,2 puncte procentuale în această perioadă.
Raportul dintre impozitele pe muncă și impozitele de mediu dintr-o țară arată cât de mare este ponderea veniturilor din impozitele pe muncă față de veniturile din impozitele de mediu. În 2020, acest raport a variat între 3,8 și 14,0 în statele membre. Raportul a crescut, de asemenea, în majoritatea țărilor din 2015, indicând o schimbare relativă a impozitării de la mediu la muncă în întreaga UE.
Statele membre ale UE cheltuiesc în medie 2% din PIB pentru a proteja mediul natural
Scăderea prioritizării impozitării de mediu se reflectă parțial în cheltuielile naționale de mediu. Cheltuielile naționale pentru protecția mediului măsoară cantitatea de resurse pe care o țară le folosește pentru a proteja mediul natural. Include cheltuielile curente pentru activitățile de protecție a mediului, investițiile în aceste activități și transferurile nete către alte părți ale lumii.
La nivelul UE, cheltuielile pentru protecția mediului au stagnat la aproximativ 2% din PIB din 2010, ridicându-se la 292 miliarde euro în 2021. În statele membre ale UE, în 2019, cheltuielile au variat de la 3,5% din PIB în Austria la 0,7% în Irlanda. În majoritatea statelor membre, aceste cote au scăzut sau au rămas stabile din 2014. Doar șapte țări și-au crescut cheltuielile pentru protecția mediului în raport cu PIB-ul între 2014 și 2019, cea mai puternică creștere fiind raportată de Polonia (creștere cu 1,0 puncte procentuale) și Austria (0,4 puncte procentuale).

### Accesul la tehnologie
În economiile și societățile de astăzi, conexiunile digitale sunt cruciale. Comunicarea instantanee între persoane, transferurile bancare, munca de birou, diseminarea publică a informațiilor și analiza datelor sunt doar câteva dintre activitățile care depind de internet. Într-o lume digitalizată, regiunile fără conexiuni rapide la internet întâmpină dezavantaje sociale și economice serioase. Prin urmare, adaptarea Europei la era digitală este una dintre cele șase priorități ale Comisiei pentru perioada 2019-2024. Scopul este de a face ca transformarea digitală să funcționeze pentru oameni și întreprinderi, contribuind în același timp la atingerea obiectivului unei Europe neutre din punct de vedere climatic până în 2050.
S-au înregistrat progrese considerabile în implementarea acoperirii cu internet de mare viteză în UE
Datele colectate de serviciile Comisiei Europene pentru dimensiunile-cheie ale societății informaționale europene Arhivat în 1 septembrie 2022, la Wayback Machine.  arată că în UE adoptarea acoperirii cu internet de mare viteză – referitor la conexiunile prin fibră sau alte rețele care oferă lățime de bandă similară – s-a îmbunătățit considerabil în ultimii ani. În timp ce doar 25,2% dintre gospodăriile din UE s-au bucurat de o astfel de conectivitate în 2016, această pondere a crescut considerabil, ajungând la 70,2% în 2021. Dacă extinderea internetului de mare viteză continuă în acest ritm, UE va atinge o acoperire de 100% cu mult înainte de 2030. Conectivitatea s-a îmbunătățit și în zonele rurale. Între 2016 și 2021, ponderea gospodăriilor rurale cu conexiune fixă la internet de mare viteză a crescut de la 7,7% la 37,1% în UE.
La nivelul statelor membre, Malta a atins deja o rată a conexiunilor fixe la internet de mare viteză de 100% pentru toate gospodăriile în 2021, urmată de Luxemburg, Danemarca și Spania, cu aproximativ 95% din gospodării fiecare. În schimb, conexiunile fixe la internet de mare viteză au fost cele mai puțin răspândite în Grecia, doar 19,8% dintre gospodării bucurându-se de o astfel de conectivitate. Toate celelalte statele membre au avut rate de conectare la internet de mare viteză de peste 40% în 2021.

## Prezentarea principalilor indicatori

### Asistență oficială pentru dezvoltare

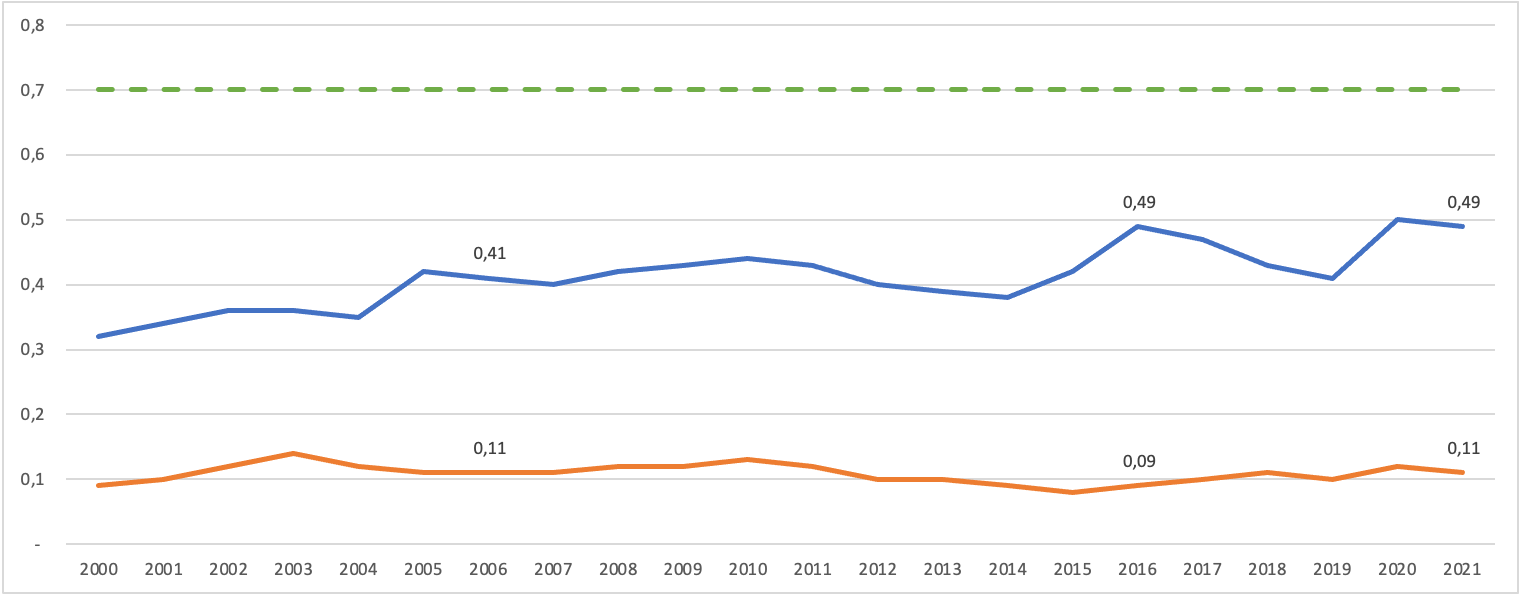
Asistența oficială pentru dezvoltare AOD a UE ca pondere din venitul național brut
Total AOD
AOD către țările cel mai puțin dezvoltate
Sursa: Eurostat (online data code: sdg_17_10)

Asistența oficială pentru dezvoltare (AOD) este oferită de guverne și agențiile lor executive pentru a sprijini dezvoltarea economică și bunăstarea țărilor în curs de dezvoltare. AOD trebuie să aibă un caracter concesional, având un element de grant care variază proporțional în funcție de beneficiar. Țările eligibile sunt incluse în lista oficială a beneficiarilor AOD a Comitetului de Asistență pentru Dezvoltare (CAD) a Organizației pentru Dezvoltare și Cooperare Economică (OCDE). Plățile AOD și scopul lor sunt raportate de către donatori către OCDE. O nouă metodologie pentru calcularea valorii AOD a împrumuturilor concesionale este aplicată începând cu datele din 2018 și afectează comparabilitatea datelor din anii precedenți. În plus, o nouă metodologie pentru calcularea AOD totală pentru țările cel mai puțin dezvoltate se aplică începând cu datele din 2020, prin includerea AOD regională despre care se știe că este benefică pentru țările cel mai puțin dezvoltate (pe lângă AOD netă bilaterală și AOD multilaterală aferentă pentru țările cel mai puțin dezvoltate).
| Loc | Țară              | 2000 | 2001 | 2002 | 2003 | 2004 | 2005 | 2006 | 2007 | 2008 | 2009 | 2010 | 2011 | 2012 | 2013 | 2014 | 2015 | 2016 | 2017 | 2018   | 2019 | 2020 | 2021 |
|     |                   |      |      |      |      |      |      |      |      |      |      |      |      |      |      |      |      |      |      |        |      |      |      |
| --- | ----------------- | ---- | ---- | ---- | ---- | ---- | ---- | ---- | ---- | ---- | ---- | ---- | ---- | ---- | ---- | ---- | ---- | ---- | ---- | ------ | ---- | ---- | ---- |
| -   | Uniunea Europeană | 0,32 | 0,34 | 0,36 | 0,36 | 0,35 | 0,42 | 0,41 | 0,40 | 0,42 | 0,43 | 0,44 | 0,43 | 0,40 | 0,39 | 0,38 | 0,42 | 0,49 | 0,47 | 0,43 b | 0,41 | 0,50 | 0,49 |
| 1   | Luxemburg         | 0,70 | 0,77 | 0,78 | 0,86 | 0,79 | 0,79 | 0,89 | 0,92 | 0,97 | 1,04 | 1,05 | 0,97 | 1,00 | 1,00 | 1,06 | 0,95 | 1,00 | 1,00 | 0,98 b | 1,03 | 1,03 | 0,99 |
| 2   | Suedia            | 0,80 | 0,77 | 0,84 | 0,79 | 0,78 | 0,94 | 1,02 | 0,93 | 0,98 | 1,12 | 0,97 | 1,02 | 0,97 | 1,01 | 1,09 | 1,40 | 0,94 | 1,02 | 1,07 b | 0,96 | 1,14 | 0,91 |
| 3   | Germania          | 0,27 | 0,27 | 0,27 | 0,28 | 0,28 | 0,36 | 0,36 | 0,37 | 0,38 | 0,35 | 0,39 | 0,39 | 0,37 | 0,38 | 0,42 | 0,52 | 0,70 | 0,67 | 0,61 b | 0,61 | 0,73 | 0,76 |
| 4   | Danemarca         | 1,06 | 1,03 | 0,96 | 0,84 | 0,85 | 0,81 | 0,80 | 0,81 | 0,82 | 0,88 | 0,91 | 0,85 | 0,83 | 0,85 | 0,86 | 0,85 | 0,75 | 0,74 | 0,72 b | 0,72 | 0,72 | 0,71 |
| 5   | Țările de Jos     | 0,84 | 0,82 | 0,81 | 0,80 | 0,73 | 0,82 | 0,81 | 0,81 | 0,80 | 0,82 | 0,81 | 0,75 | 0,71 | 0,67 | 0,64 | 0,75 | 0,65 | 0,60 | 0,62 b | 0,59 | 0,59 | 0,52 |
| 6   | Franța            | 0,30 | 0,31 | 0,37 | 0,40 | 0,41 | 0,47 | 0,47 | 0,38 | 0,39 | 0,47 | 0,50 | 0,46 | 0,45 | 0,41 | 0,37 | 0,37 | 0,38 | 0,43 | 0,43 b | 0,44 | 0,53 | 0,51 |
| 7   | Finlanda          | 0,31 | 0,32 | 0,35 | 0,35 | 0,37 | 0,46 | 0,40 | 0,39 | 0,44 | 0,54 | 0,55 | 0,53 | 0,53 | 0,54 | 0,59 | 0,55 | 0,44 | 0,42 | 0,36 b | 0,42 | 0,47 | 0,47 |
| 8   | Belgia            | 0,36 | 0,37 | 0,43 | 0,60 | 0,41 | 0,53 | 0,50 | 0,43 | 0,48 | 0,55 | 0,64 | 0,54 | 0,47 | 0,45 | 0,46 | 0,42 | 0,50 | 0,45 | 0,43 b | 0,41 | 0,48 | 0,43 |
| 9   | Austria           | 0,23 | 0,34 | 0,26 | 0,20 | 0,23 | 0,52 | 0,47 | 0,50 | 0,43 | 0,30 | 0,32 | 0,27 | 0,28 | 0,27 | 0,28 | 0,35 | 0,42 | 0,30 | 0,26 b | 0,28 | 0,30 | 0,31 |
| 10  | Irlanda           | 0,29 | 0,33 | 0,40 | 0,39 | 0,39 | 0,42 | 0,54 | 0,55 | 0,59 | 0,54 | 0,52 | 0,51 | 0,47 | 0,46 | 0,38 | 0,32 | 0,32 | 0,32 | 0,31 b | 0,32 | 0,31 | 0,30 |
| 11  | Italia            | 0,13 | 0,15 | 0,20 | 0,17 | 0,15 | 0,29 | 0,20 | 0,19 | 0,22 | 0,16 | 0,15 | 0,20 | 0,14 | 0,17 | 0,19 | 0,22 | 0,27 | 0,30 | 0,25 b | 0,22 | 0,22 | 0,29 |
| 12  | Spania            | 0,22 | 0,30 | 0,26 | 0,23 | 0,24 | 0,27 | 0,32 | 0,37 | 0,45 | 0,46 | 0,43 | 0,29 | 0,16 | 0,17 | 0,13 | 0,12 | 0,34 | 0,19 | 0,20 b | 0,21 | 0,23 | 0,26 |
| 13  | Portugalia        | 0,26 | 0,25 | 0,27 | 0,22 | 0,63 | 0,21 | 0,21 | 0,22 | 0,27 | 0,23 | 0,29 | 0,31 | 0,28 | 0,23 | 0,19 | 0,16 | 0,17 | 0,18 | 0,18 b | 0,17 | 0,18 | 0,18 |
| 14  | Grecia            | 0,20 | 0,17 | 0,21 | 0,21 | 0,16 | 0,17 | 0,17 | 0,16 | 0,21 | 0,19 | 0,17 | 0,15 | 0,13 | 0,10 | 0,11 | 0,12 | 0,19 | 0,16 | 0,13 b | 0,18 | 0,17 | 0,16 |
| 15  | Malta             | N/A  | N/A  | N/A  | N/A  | N/A  | N/A  | N/A  | N/A  | N/A  | 0,18 | 0,18 | 0,25 | 0,23 | 0,20 | 0,20 | 0,17 | 0,20 | 0,21 | 0,25 b | 0,30 | 0,40 | 0,34 |
| 16  | Ungaria           | N/A  | N/A  | N/A  | N/A  | 0,07 | 0,11 | 0,13 | 0,08 | 0,08 | 0,10 | 0,09 | 0,11 | 0,10 | 0,10 | 0,11 | 0,13 | 0,17 | 0,11 | 0,21 b | 0,21 | 0,27 | 0,28 |
| 17  | Slovenia          | N/A  | N/A  | N/A  | N/A  | N/A  | 0,11 | 0,12 | 0,12 | 0,13 | 0,15 | 0,13 | 0,13 | 0,13 | 0,13 | 0,12 | 0,15 | 0,19 | 0,16 | 0,16 b | 0,17 | 0,17 | 0,19 |
| 18  | Estonia           | N/A  | N/A  | N/A  | N/A  | 0,05 | 0,08 | 0,09 | 0,08 | 0,10 | 0,10 | 0,10 | 0,11 | 0,11 | 0,13 | 0,14 | 0,15 | 0,19 | 0,16 | 0,16 b | 0,16 | 0,17 | 0,16 |
| 19  | Polonia           | N/A  | N/A  | N/A  | N/A  | 0,05 | 0,07 | 0,09 | 0,10 | 0,08 | 0,09 | 0,08 | 0,08 | 0,09 | 0,10 | 0,09 | 0,10 | 0,15 | 0,13 | 0,14 b | 0,14 | 0,14 | 0,15 |
| 20  | România           | N/A  | N/A  | N/A  | N/A  | N/A  | N/A  | N/A  | N/A  | 0,09 | 0,08 | 0,07 | 0,09 | 0,09 | 0,07 | 0,11 | 0,09 | 0,11 | 0,11 | 0,11 b | 0,10 | 0,13 | 0,15 |
| 21  | Lituania          | N/A  | N/A  | N/A  | N/A  | 0,04 | 0,06 | 0,08 | 0,11 | 0,11 | 0,11 | 0,10 | 0,13 | 0,13 | 0,11 | 0,10 | 0,12 | 0,14 | 0,13 | 0,12 b | 0,13 | 0,13 | 0,14 |
| 22  | Slovacia          | N/A  | N/A  | N/A  | N/A  | 0,07 | 0,12 | 0,10 | 0,09 | 0,10 | 0,09 | 0,09 | 0,09 | 0,09 | 0,09 | 0,09 | 0,10 | 0,12 | 0,13 | 0,13 b | 0,11 | 0,14 | 0,14 |
| 23  | Cehia             | N/A  | N/A  | N/A  | N/A  | 0,11 | 0,11 | 0,12 | 0,11 | 0,12 | 0,12 | 0,13 | 0,12 | 0,12 | 0,11 | 0,11 | 0,12 | 0,14 | 0,15 | 0,13 b | 0,13 | 0,13 | 0,13 |
| 24  | Croația           | N/A  | N/A  | N/A  | N/A  | N/A  | N/A  | N/A  | N/A  | N/A  | N/A  | N/A  | N/A  | N/A  | 0,08 | 0,13 | 0,09 | 0,07 | 0,10 | 0,13 b | 0,12 | 0,13 | 0,13 |
| 25  | Bulgaria          | N/A  | N/A  | N/A  | N/A  | N/A  | N/A  | N/A  | N/A  | N/A  | N/A  | 0,09 | 0,09 | 0,08 | 0,10 | 0,09 | 0,09 | 0,13 | 0,11 | 0,11 b | 0,10 | 0,13 | 0,12 |
| 26  | Letonia           | N/A  | N/A  | N/A  | N/A  | 0,06 | 0,07 | 0,06 | 0,06 | 0,07 | 0,07 | 0,06 | 0,07 | 0,07 | 0,08 | 0,08 | 0,09 | 0,11 | 0,11 | 0,10 b | 0,10 | 0,12 | 0,12 |
| 27  | Cipru             | N/A  | N/A  | N/A  | N/A  | N/A  | 0,09 | 0,15 | 0,17 | 0,17 | 0,20 | 0,23 | 0,16 | 0,11 | 0,10 | 0,09 | 0,09 | N/A  | N/A  | 0,12 b | 0,09 | 0,06 | 0,07 |

| Loc | Țară     | 2000 | 2001 | 2002 | 2003 | 2004 | 2005 | 2006 | 2007 | 2008 | 2009 | 2010 | 2011 | 2012 | 2013 | 2014 | 2015 | 2016 | 2017 | 2018   | 2019 | 2020 | 2021 |
| --- | -------- | ---- | ---- | ---- | ---- | ---- | ---- | ---- | ---- | ---- | ---- | ---- | ---- | ---- | ---- | ---- | ---- | ---- | ---- | ------ | ---- | ---- | ---- |
| -   | Norvegia | 0,76 | 0,80 | 0,89 | 0,92 | 0,87 | 0,94 | 0,89 | 0,95 | 0,89 | 1,06 | 1,05 | 0,96 | 0,93 | 1,07 | 1,00 | 1,05 | 1,12 | 0,99 | 0,94 b | 1,03 | 1,11 | 0,93 |
| -   | Elveția  | 0,32 | 0,33 | 0,32 | 0,36 | 0,39 | 0,42 | 0,38 | 0,37 | 0,42 | 0,44 | 0,39 | 0,46 | 0,47 | 0,46 | 0,49 | 0,51 | 0,53 | 0,45 | 0,44 b | 0,44 | 0,49 | 0,50 |
| -   | Islanda  | N/A  | N/A  | N/A  | N/A  | N/A  | N/A  | N/A  | N/A  | N/A  | N/A  | N/A  | N/A  | N/A  | 0,23 | 0,22 | 0,24 | 0,28 | 0,28 | 0,28 b | 0,25 | 0,27 | 0,28 |

| Loc | Țară              | 2000 | 2001 | 2002 | 2003 | 2004 | 2005 | 2006 | 2007 | 2008 | 2009 | 2010 | 2011 | 2012 | 2013 | 2014 | 2015 | 2016 | 2017 | 2018 | 2019 | 2020   | 2021 |
|     |                   |      |      |      |      |      |      |      |      |      |      |      |      |      |      |      |      |      |      |      |      |        |      |
| --- | ----------------- | ---- | ---- | ---- | ---- | ---- | ---- | ---- | ---- | ---- | ---- | ---- | ---- | ---- | ---- | ---- | ---- | ---- | ---- | ---- | ---- | ------ | ---- |
| -   | Uniunea Europeană | 0,09 | 0,10 | 0,12 | 0,14 | 0,12 | 0,11 | 0,11 | 0,11 | 0,12 | 0,12 | 0,13 | 0,12 | 0,10 | 0,10 | 0,09 | 0,08 | 0,09 | 0,10 | 0,11 | 0,10 | 0,12 b | 0,11 |
| 1   | Luxemburg         | 0,22 | 0,24 | 0,28 | 0,27 | 0,26 | 0,28 | 0,34 | 0,36 | 0,38 | 0,38 | 0,40 | 0,36 | 0,37 | 0,38 | 0,43 | 0,40 | 0,42 | 0,43 | 0,46 | 0,47 | 0,48 b | 0,45 |
| 2   | Suedia            | 0,24 | 0,23 | 0,27 | 0,28 | 0,24 | 0,31 | 0,29 | 0,30 | 0,32 | 0,35 | 0,30 | 0,35 | 0,29 | 0,31 | 0,29 | 0,29 | 0,27 | 0,31 | 0,34 | 0,32 | 0,35 b | 0,32 |
| 3   | Germania          | 0,07 | 0,07 | 0,07 | 0,11 | 0,09 | 0,07 | 0,09 | 0,09 | 0,10 | 0,10 | 0,11 | 0,10 | 0,11 | 0,09 | 0,10 | 0,08 | 0,10 | 0,11 | 0,12 | 0,11 | 0,15 b | 0,14 |
| 4   | Danemarca         | 0,36 | 0,36 | 0,33 | 0,34 | 0,33 | 0,32 | 0,31 | 0,34 | 0,32 | 0,35 | 0,35 | 0,32 | 0,31 | 0,27 | 0,26 | 0,20 | 0,21 | 0,22 | 0,20 | 0,22 | 0,21 b | 0,22 |
| 5   | Țările de Jos     | 0,22 | 0,26 | 0,30 | 0,29 | 0,30 | 0,27 | 0,20 | 0,23 | 0,24 | 0,21 | 0,24 | 0,17 | 0,15 | 0,17 | 0,13 | 0,14 | 0,15 | 0,13 | 0,15 | 0,14 | 0,12 b | 0,09 |
| 6   | Franța            | 0,09 | 0,09 | 0,13 | 0,17 | 0,17 | 0,10 | 0,12 | 0,11 | 0,11 | 0,12 | 0,14 | 0,13 | 0,09 | 0,12 | 0,09 | 0,10 | 0,08 | 0,10 | 0,12 | 0,11 | 0,14 b | 0,13 |
| 7   | Finlanda          | 0,10 | 0,10 | 0,12 | 0,12 | 0,12 | 0,13 | 0,14 | 0,15 | 0,15 | 0,19 | 0,20 | 0,17 | 0,18 | 0,19 | 0,21 | 0,18 | 0,13 | 0,13 | 0,11 | 0,14 | 0,14 b | 0,16 |
| 8   | Belgia            | 0,11 | 0,14 | 0,15 | 0,36 | 0,19 | 0,16 | 0,18 | 0,17 | 0,19 | 0,20 | 0,31 | 0,20 | 0,14 | 0,16 | 0,16 | 0,13 | 0,14 | 0,13 | 0,14 | 0,14 | 0,16 b | 0,14 |
| 9   | Austria           | 0,06 | 0,08 | 0,09 | 0,07 | 0,06 | 0,08 | 0,08 | 0,07 | 0,07 | 0,09 | 0,12 | 0,07 | 0,06 | 0,08 | 0,08 | 0,06 | 0,06 | 0,07 | 0,07 | 0,07 | 0,07 b | 0,07 |
| 10  | Irlanda           | 0,15 | 0,18 | 0,23 | 0,22 | 0,22 | 0,21 | 0,28 | 0,28 | 0,30 | 0,28 | 0,29 | 0,27 | 0,24 | 0,23 | 0,18 | 0,15 | 0,14 | 0,14 | 0,13 | 0,12 | 0,12 b | 0,11 |
| 11  | Italia            | 0,05 | 0,05 | 0,10 | 0,08 | 0,05 | 0,08 | 0,04 | 0,06 | 0,07 | 0,05 | 0,06 | 0,07 | 0,03 | 0,05 | 0,04 | 0,05 | 0,05 | 0,06 | 0,06 | 0,06 | 0,06 b | 0,08 |
| 12  | Spania            | 0,03 | 0,04 | 0,05 | 0,05 | 0,05 | 0,07 | 0,06 | 0,08 | 0,10 | 0,12 | 0,11 | 0,07 | 0,04 | 0,03 | 0,03 | 0,03 | 0,04 | 0,04 | 0,05 | 0,04 | 0,05 b | 0,05 |
| 13  | Portugalia        | 0,15 | 0,15 | 0,16 | 0,11 | 0,52 | 0,09 | 0,10 | 0,10 | 0,10 | 0,10 | 0,13 | 0,15 | 0,09 | 0,07 | 0,05 | 0,05 | 0,05 | 0,06 | 0,06 | 0,05 | 0,05 b | 0,06 |
| 14  | Grecia            | 0,03 | 0,03 | 0,04 | 0,03 | 0,03 | 0,04 | 0,04 | 0,04 | 0,05 | 0,04 | 0,04 | 0,02 | 0,02 | 0,02 | 0,02 | 0,02 | 0,02 | 0,03 | 0,03 | 0,02 | 0,03 b | 0,03 |
| 15  | Malta             | N/A  | N/A  | N/A  | N/A  | N/A  | N/A  | N/A  | N/A  | N/A  | N/A  | N/A  | N/A  | 0,02 | 0,02 | 0,02 | 0,02 | 0,01 | 0,03 | 0,02 | 0,01 | 0,01 b | 0,02 |
| 16  | Ungaria           | N/A  | N/A  | N/A  | N/A  | 0,01 | 0,04 | 0,02 | 0,04 | 0,02 | 0,03 | 0,03 | 0,02 | 0,02 | 0,02 | 0,02 | 0,02 | 0,03 | 0,02 | 0,05 | 0,04 | 0,03 b | 0,04 |
| 17  | Slovenia          | N/A  | N/A  | N/A  | N/A  | N/A  | N/A  | N/A  | N/A  | 0,03 | 0,03 | 0,03 | 0,02 | 0,02 | 0,02 | 0,02 | 0,02 | 0,03 | 0,03 | 0,02 | 0,02 | 0,02 b | 0,03 |
| 18  | Estonia           | N/A  | N/A  | N/A  | N/A  | 0,01 | 0,02 | 0,03 | 0,03 | N/A  | N/A  | 0,03 | 0,03 | 0,03 | 0,03 | 0,03 | 0,03 | 0,03 | 0,03 | 0,03 | 0,03 | 0,03 b | 0,03 |
| 19  | Polonia           | N/A  | N/A  | N/A  | N/A  | 0,02 | 0,02 | 0,04 | 0,02 | 0,02 | 0,02 | 0,02 | 0,02 | 0,02 | 0,02 | 0,02 | 0,03 | 0,04 | 0,02 | 0,04 | 0,02 | 0,02 b | 0,02 |
| 20  | România           | N/A  | N/A  | N/A  | N/A  | N/A  | N/A  | N/A  | N/A  | 0,02 | 0,02 | 0,02 | 0,02 | 0,01 | 0,01 | 0,02 | 0,02 | 0,02 | 0,02 | 0,02 | 0,02 | 0,02 b | 0,02 |
| 21  | Lituania          | N/A  | N/A  | N/A  | N/A  | 0,01 | 0,02 | 0,03 | 0,06 | 0,05 | 0,04 | 0,06 | 0,05 | 0,06 | 0,04 | 0,02 | 0,02 | 0,03 | 0,02 | 0,02 | 0,02 | 0,02 b | 0,02 |
| 22  | Slovacia          | N/A  | N/A  | N/A  | N/A  | 0,02 | 0,07 | 0,05 | 0,04 | 0,05 | 0,02 | 0,02 | 0,02 | 0,02 | 0,02 | 0,02 | 0,02 | 0,02 | 0,02 | 0,02 | 0,02 | 0,02 b | 0,02 |
| 23  | Cehia             | N/A  | N/A  | N/A  | N/A  | 0,02 | 0,02 | 0,03 | 0,03 | 0,05 | 0,04 | 0,04 | 0,03 | 0,03 | 0,03 | 0,03 | 0,02 | 0,03 | 0,03 | 0,03 | 0,03 | 0,03 b | 0,03 |
| 24  | Croația           | N/A  | N/A  | N/A  | N/A  | N/A  | N/A  | N/A  | N/A  | N/A  | N/A  | N/A  | N/A  | N/A  | 0,01 | N/A  | 0,01 | 0,02 | 0,02 | 0,03 | 0,01 | 0,02 b | 0,02 |
| 25  | Bulgaria          | N/A  | N/A  | N/A  | N/A  | N/A  | N/A  | N/A  | N/A  | N/A  | N/A  | N/A  | 0,03 | 0,02 | 0,03 | 0,02 | 0,02 | 0,03 | 0,02 | 0,02 | 0,02 | 0,03 b | 0,02 |
| 26  | Letonia           | N/A  | N/A  | N/A  | N/A  | N/A  | 0,02 | 0,02 | 0,02 | 0,00 | 0,00 | 0,00 | 0,00 | 0,02 | 0,02 | 0,02 | 0,02 | 0,02 | 0,02 | 0,02 | 0,02 | 0,02 b | 0,02 |
| 27  | Cipru             | N/A  | N/A  | N/A  | N/A  | N/A  | 0,02 | 0,02 | 0,03 | 0,03 | 0,04 | 0,05 | 0,02 | 0,02 | 0,02 | N/A  | 0,02 | N/A  | N/A  | 0,02 | 0,01 | 0,01 b | 0,01 |

| Loc | Țară     | 2000 | 2001 | 2002 | 2003 | 2004 | 2005 | 2006 | 2007 | 2008 | 2009 | 2010 | 2011 | 2012 | 2013 | 2014 | 2015 | 2016 | 2017 | 2018 | 2019 | 2020   | 2021 |
| --- | -------- | ---- | ---- | ---- | ---- | ---- | ---- | ---- | ---- | ---- | ---- | ---- | ---- | ---- | ---- | ---- | ---- | ---- | ---- | ---- | ---- | ------ | ---- |
| -   | Norvegia | 0,27 | 0,28 | 0,35 | 0,38 | 0,37 | 0,35 | 0,35 | 0,34 | 0,33 | 0,33 | 0,34 | 0,31 | 0,27 | 0,30 | 0,28 | 0,27 | 0,26 | 0,28 | 0,27 | 0,28 | 0,32 b | 0,25 |
| -   | Elveția  | 0,10 | 0,10 | 0,09 | 0,12 | 0,10 | 0,10 | 0,10 | 0,11 | 0,10 | 0,13 | 0,11 | 0,12 | 0,11 | 0,12 | 0,12 | 0,13 | 0,13 | 0,13 | 0,13 | 0,13 | 0,14 b | 0,14 |
| -   | Islanda  | N/A  | N/A  | N/A  | N/A  | N/A  | N/A  | N/A  | N/A  | N/A  | N/A  | N/A  | N/A  | N/A  | 0,10 | 0,09 | 0,10 | 0,08 | 0,08 | 0,12 | 0,10 | 0,10 b | 0,11 |

b - întrerupere în seriile temporale

Sursa: Eurostat (online data code: sdg_17_10)

### Finanțarea UE către țările în curs de dezvoltare

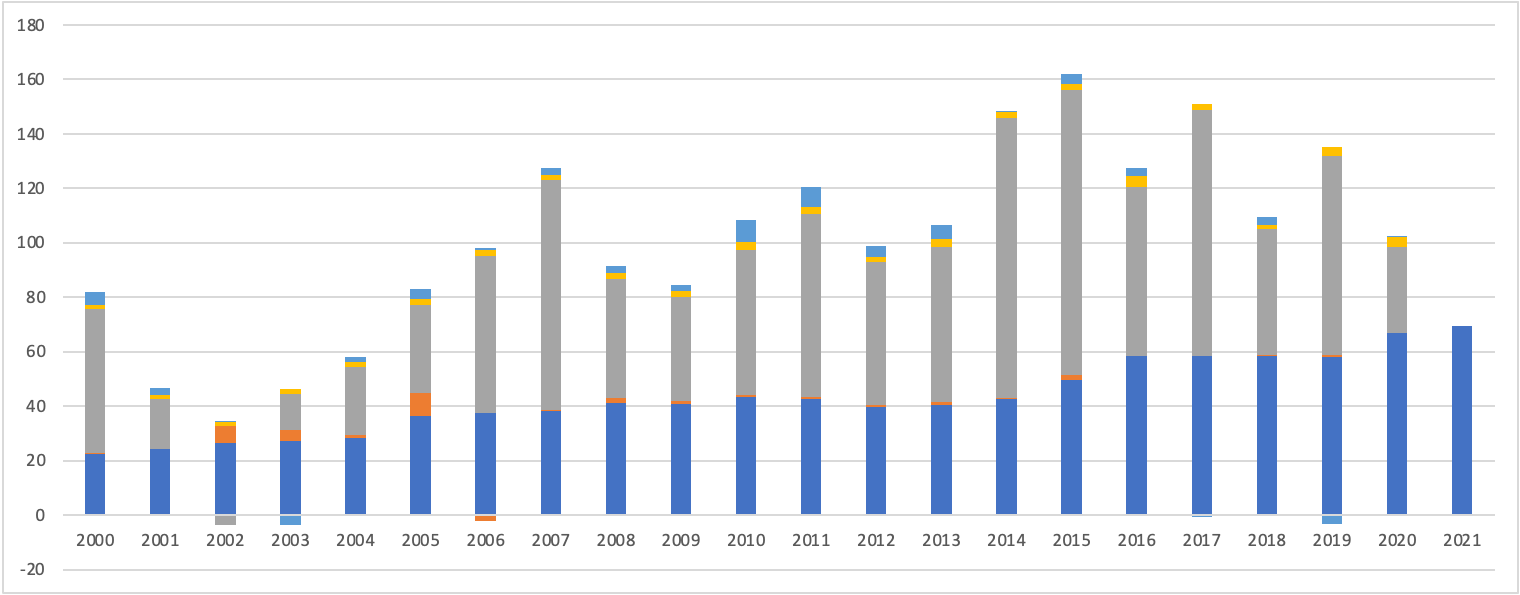
Asistență oficială pentru dezvoltare
Alte fluxuri oficiale
Fluxuri private
Granturi din partea organizațiilor neguvernamentale
Credite de export garantate oficial
Sursa: Eurostat (online data code: sdg_17_20)

Finanțarea UE către țările în curs de dezvoltare ia mai multe forme. Acestea, așa cum sunt documentate de OCDE, includ: asistență oficială pentru dezvoltare (AOD) (granturi publice sau împrumuturi concesionale cu scopul de a sprijini dezvoltarea economică și bunăstarea), alte fluxuri oficiale (fluxuri publice care nu sunt axate pe dezvoltare sau cu un element de grant mai mic de 25%), fluxuri private (investiții directe, obligațiuni, credite la export și fluxuri multilaterale), granturi din partea organizațiilor neguvernamentale (din fonduri strânse pentru asistență pentru dezvoltare și ajutor în caz de dezastre) și credite de export susținute oficial. Datele provin de la OCDE (DAC).
|                                                     | 2000   | 2001   | 2002   | 2003   | 2004   | 2005   | 2006   | 2007   | 2008   | 2009   | 2010   | 2011   | 2012   | 2013   | 2014    | 2015    | 2016   | 2017   | 2018   | 2019   | 2020   | 2021   |
|                                                     |        |        |        |        |        |        |        |        |        |        |        |        |        |        |         |         |        |        |        |        |        |        |
| --------------------------------------------------- | ------ | ------ | ------ | ------ | ------ | ------ | ------ | ------ | ------ | ------ | ------ | ------ | ------ | ------ | ------- | ------- | ------ | ------ | ------ | ------ | ------ | ------ |
| Asistență oficială pentru dezvoltare                | 22.563 | 24.432 | 26.561 | 27.409 | 28.322 | 36.621 | 37.720 | 38.359 | 41.212 | 40.916 | 43.563 | 42.794 | 39.924 | 40.501 | 42.565  | 49.786  | 58.334 | 58.452 | 58.550 | 58.168 | 66.922 | 69.612 |
| Alte fluxuri oficiale                               | 236    | -210   | 6.136  | 3.723  | 1.047  | 8.431  | -2.038 | 214    | 1.910  | 1.174  | 468    | 693    | 544    | 1.014  | 652     | 1.737   | 305    | -51    | 134    | 733    | 142    | N/A    |
| Fluxuri private                                     | 52.845 | 18.267 | -3.488 | 13.321 | 25.170 | 32.180 | 57.438 | 84.499 | 43.680 | 38.219 | 53.464 | 67.249 | 52.435 | 56.800 | 102.656 | 104.574 | 61.848 | 90.485 | 46.277 | 73.171 | 31.466 | N/A    |
| Granturi din partea organizațiilor neguvernamentale | 1.608  | 1.598  | 1.415  | 1.758  | 1.802  | 2.313  | 2.061  | 1.947  | 2.048  | 2.151  | 2.679  | 2.461  | 1.980  | 3.038  | 2.356   | 2.419   | 4.162  | 2.026  | 1.704  | 3.133  | 3.449  | N/A    |
| Credite de export sprijinite oficial                | 4.552  | 2.474  | 130    | -3.554 | 1.937  | 3.613  | 801    | 2.593  | 2.566  | 2.231  | 8.048  | 7.192  | 3.936  | 5.350  | 138     | 3.568   | 2.760  | -517   | 2.674  | -3.293 | 201    | N/A    |

Sursa: Eurostat (online data code: sdg_17_20)
| Asistență oficială pentru dezvoltare Alte fluxuri oficiale Fluxuri private | Granturi din partea organizațiilor neguvernamentale Credite de export garantate oficial |

### Importuri UE din țările în curs de dezvoltare

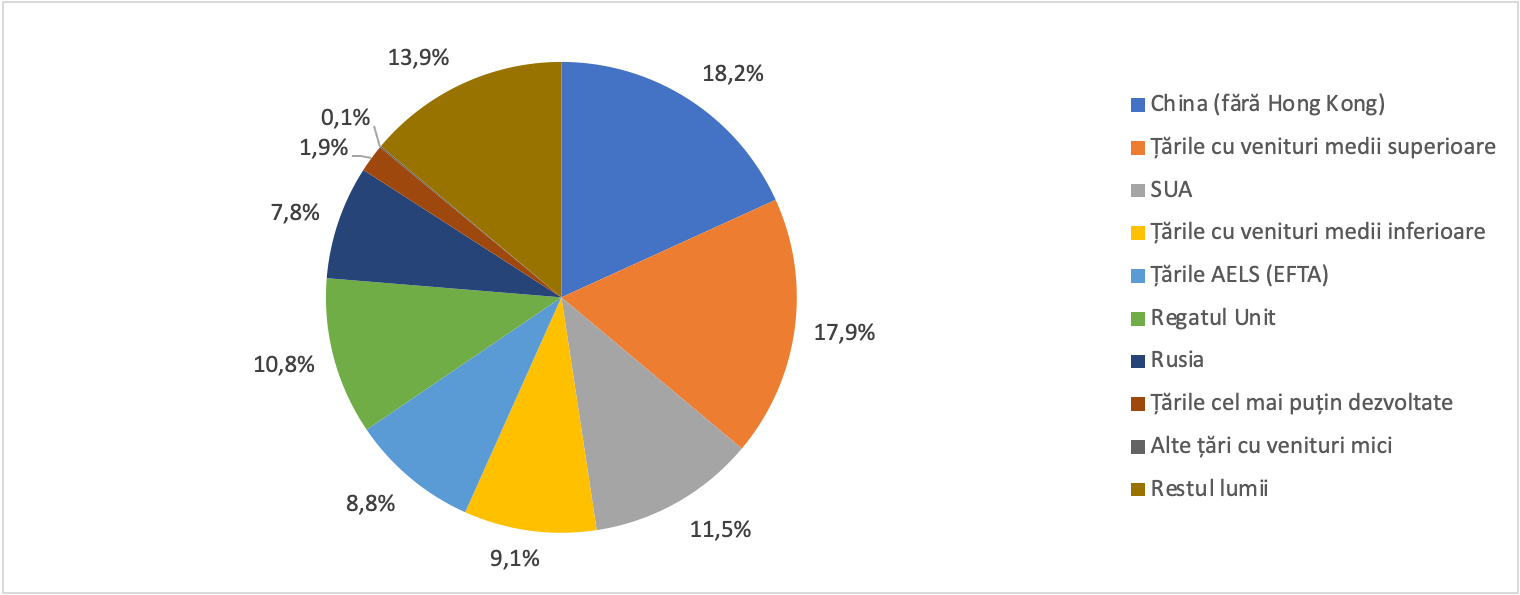
Date din 2017
Surse: Eurostat (online data codes: sdg_17_30 și ext_lt_maineu)

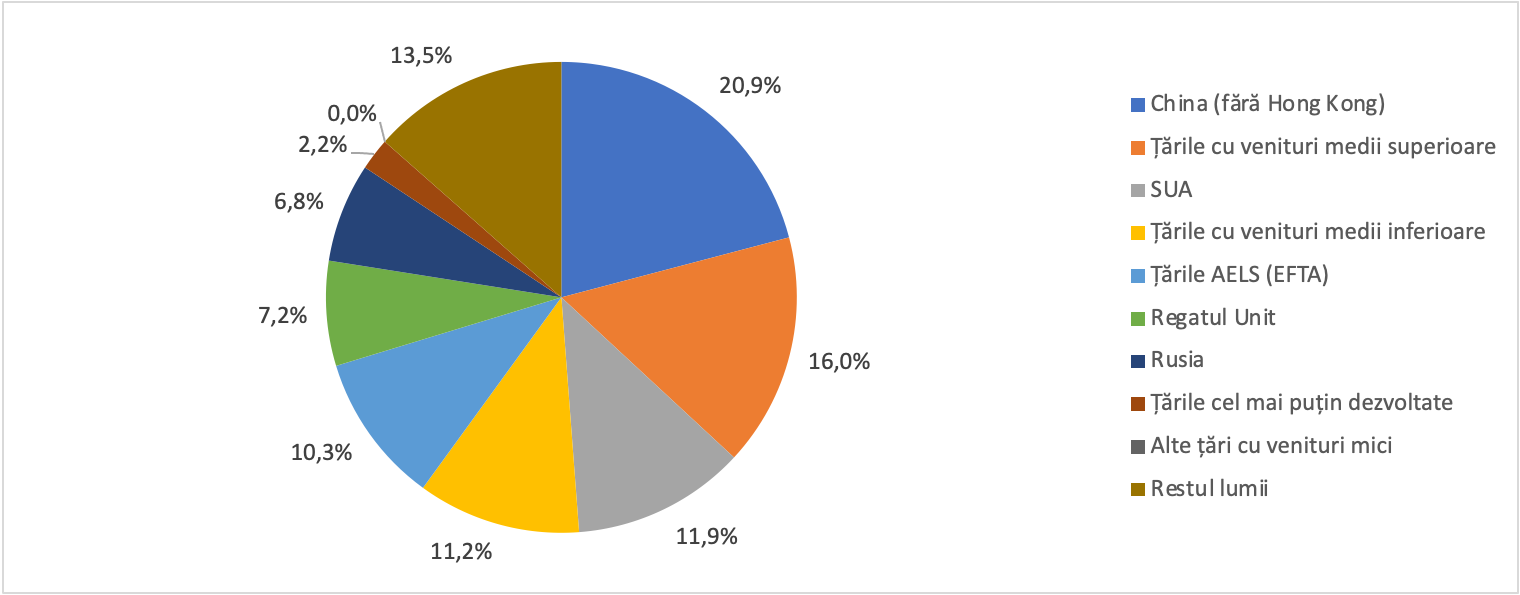
Date din 2022
Surse: Eurostat (online data codes: sdg_17_30 și ext_lt_maineu)

Acest indicator este definit ca valoarea (la prețuri curente) a importurilor UE din țările de pe lista DAC a beneficiarilor AOD. Acesta indică în ce măsură produsele din aceste țări accesează piața UE. Informațiile pentru acest indicator sunt furnizate de întreprinderile cu un volum comercial peste un prag stabilit și sunt colectate pe baza declarațiilor vamale. Aceste informații sunt apoi ajustate de statele membre pentru a ține seama de impactul comerțului sub acest prag.
| Țară                              | 2002   | 2003    | 2004    | 2005    | 2006    | 2007    | 2008    | 2009    | 2010    | 2011    | 2012    | 2013    | 2014    | 2015    | 2016    | 2017    | 2018    | 2019    | 2020    | 2021    | 2022    |
|                                   |        |         |         |         |         |         |         |         |         |         |         |         |         |         |         |         |         |         |         |         |         |
| --------------------------------- | ------ | ------- | ------- | ------- | ------- | ------- | ------- | ------- | ------- | ------- | ------- | ------- | ------- | ------- | ------- | ------- | ------- | ------- | ------- | ------- | ------- |
| China (fără Hong Kong)            | 73.608 | 89.299  | 108.663 | 136.381 | 167.110 | 200.700 | 216.472 | 184.797 | 245.447 | 255.959 | 250.140 | 238.932 | 256.519 | 295.915 | 298.933 | 322.752 | 342.635 | 362.752 | 383.457 | 472.348 | 626.304 |
| Țări cu venituri medii superioare | 87.580 | 68.964  | 76.577  | 89.871  | 155.765 | 161.845 | 220.011 | 155.321 | 191.867 | 301.904 | 311.342 | 287.646 | 292.835 | 281.604 | 275.201 | 317.457 | 330.138 | 322.559 | 264.152 | 356.955 | 480.914 |
| Țări cu venituri medii inferioare | 86.603 | 104.316 | 121.855 | 145.062 | 172.376 | 187.557 | 188.179 | 136.486 | 176.112 | 150.721 | 157.109 | 150.368 | 142.427 | 142.818 | 138.091 | 161.224 | 184.807 | 193.476 | 172.481 | 216.869 | 335.055 |
| Alte țări cu venituri mici        | 37.776 | 39.429  | 40.787  | 48.201  | 44.344  | 48.136  | 28.333  | 21.710  | 28.331  | 1.476   | 1.432   | 1.416   | 1.402   | 1.388   | 1.281   | 1.343   | 362     | 361     | 407     | 399     | 76      |
| Țările cel mai puțin dezvoltate   | 12.444 | 11.362  | 12.092  | 14.924  | 15.743  | 18.860  | 22.723  | 17.268  | 20.424  | 28.047  | 28.997  | 31.207  | 33.101  | 34.939  | 32.170  | 33.261  | 35.973  | 38.068  | 31.601  | 35.391  | 65.251  |

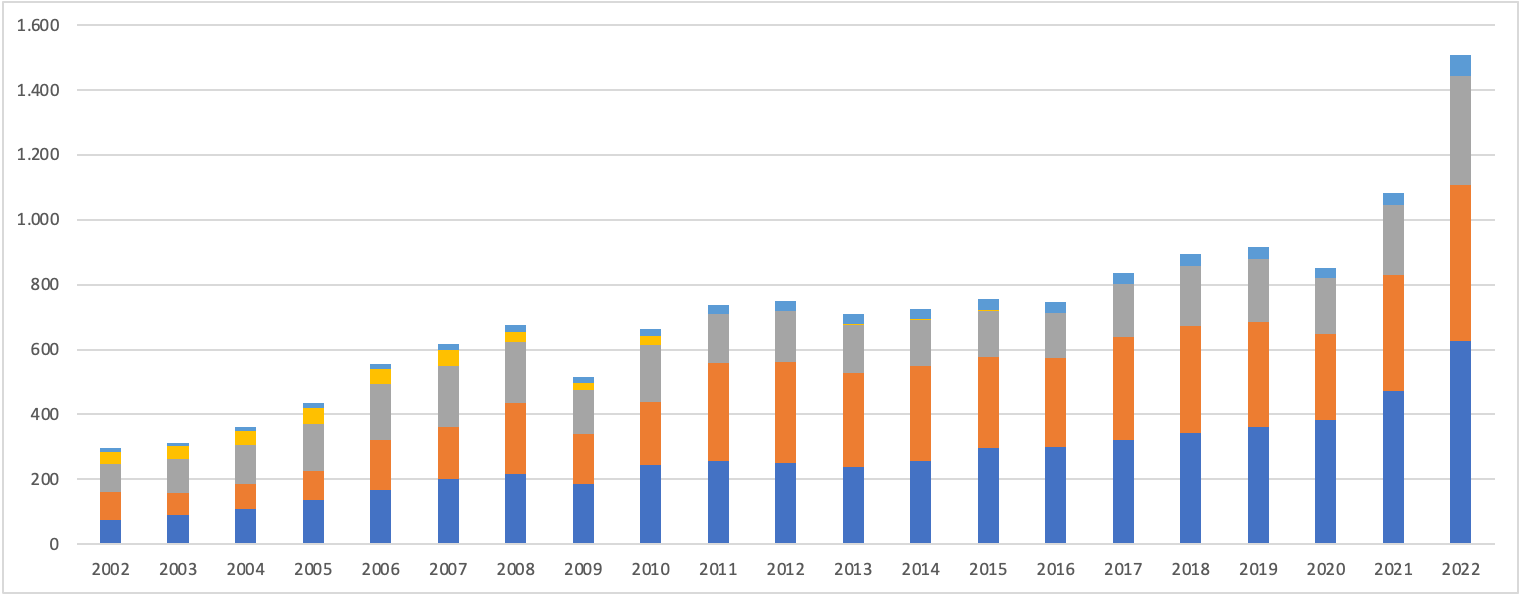
China (fără Hong Kong)
Țări cu venituri medii superioare
Țări cu venituri medii inferioare
Alte țări cu venituri mici
Țările cel mai puțin dezvoltate
Sursa: Eurostat (online data code: sdg_17_30)

Sursa: Eurostat (online data code: sdg_17_30)
| China (fără Hong Kong) Țări cu venituri medii superioare Țări cu venituri medii inferioare | Alte țări cu venituri mici Țările cel mai puțin dezvoltate |

| Țară                                | 2017  | 2022  |
|                                     |       |       |
| ----------------------------------- | ----- | ----- |
| China (fără Hong Kong)              | 18,2% | 20,9% |
| Țările cu venituri medii superioare | 17,9% | 16,0% |
| SUA                                 | 11,5% | 11,9% |
| Țările cu venituri medii inferioare | 9,1%  | 11,2% |
| Țările AELS (EFTA)                  | 8,8%  | 10,3% |
| Regatul Unit                        | 10,8% | 7,2%  |
| Rusia                               | 7,8%  | 6,8%  |
| Țările cel mai puțin dezvoltate     | 1,9%  | 2,2%  |
| Alte țări cu venituri mici          | 0,1%  | 0,0%  |
| Restul lumii                        | 13,9% | 13,5% |

Sursa: Eurostat (online data code: sdg_17_30 și ext_lt_maineu)

### Rata datoriei publice brute

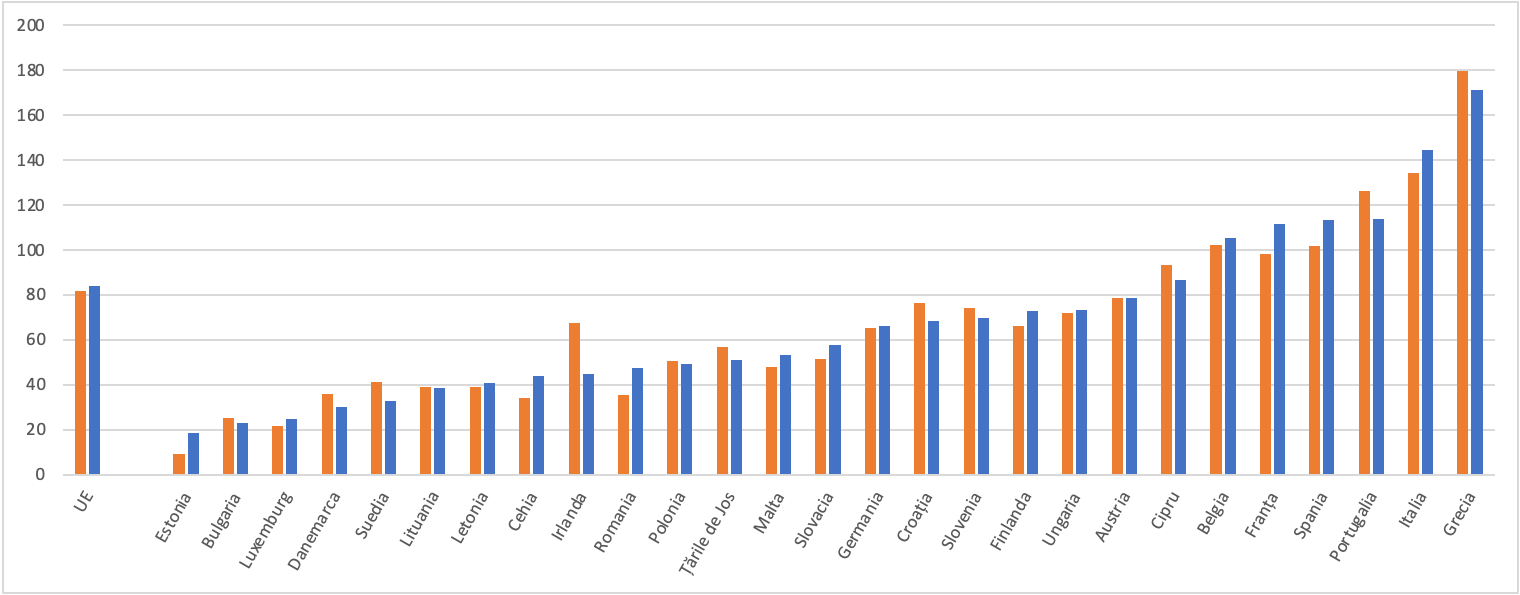
2017
2022
Sursa: Eurostat (online data code: sdg_17_40)

Tratatul privind funcționarea Uniunii Europene definește acest indicator ca fiind raportul dintre datoria publică brută la sfârșitul anului și produsul intern brut la prețurile curente de piață. Pentru acest calcul, datoria publică brută este definită ca datoria brută totală consolidată la valoarea nominală pentru următoarele categorii de datorii guvernamentale, așa cum sunt definite în SEC 2010: valută și depozite, titluri de creanță și împrumuturi. Sectorul administrației publice cuprinde administrația centrală, administrația de stat, administrația locală și fondurile de asigurări sociale.
| Loc | Țară              | 2000  | 2001  | 2002  | 2003  | 2004  | 2005  | 2006  | 2007  | 2008  | 2009  | 2010  | 2011  | 2012  | 2013  | 2014  | 2015  | 2016  | 2017  | 2018  | 2019  | 2020  | 2021  | 2022  |
|     |                   |       |       |       |       |       |       |       |       |       |       |       |       |       |       |       |       |       |       |       |       |       |       |       |
| --- | ----------------- | ----- | ----- | ----- | ----- | ----- | ----- | ----- | ----- | ----- | ----- | ----- | ----- | ----- | ----- | ----- | ----- | ----- | ----- | ----- | ----- | ----- | ----- | ----- |
| -   | Uniunea Europeană | 66,4  | 65,6  | 65,4  | 66,7  | 67,0  | 67,1  | 65,0  | 62,3  | 65,0  | 75,7  | 80,4  | 81,8  | 85,0  | 86,8  | 86,9  | 85,1  | 84,3  | 81,9  | 79,8  | 77,7  | 90,0  | 88,0  | 84,0  |
| 1   | Estonia           | 5,1   | 4,8   | 5,7   | 5,6   | 5,1   | 4,7   | 4,6   | 3,8   | 4,5   | 7,2   | 6,7   | 6,2   | 9,8   | 10,2  | 10,6  | 10,1  | 10,0  | 9,1   | 8,2   | 8,5   | 18,5  | 17,6  | 18,4  |
| 2   | Bulgaria          | 70,7  | 64,5  | 51,0  | 43,4  | 35,7  | 26,6  | 20,9  | 16,3  | 13,0  | 13,7  | 15,3  | 15,2  | 16,6  | 17,0  | 27,0  | 25,9  | 29,1  | 25,1  | 22,1  | 20,0  | 24,5  | 23,9  | 22,9  |
| 3   | Luxemburg         | 7,5   | 7,6   | 7,5   | 7,4   | 7,8   | 8,0   | 8,2   | 8,1   | 14,6  | 15,3  | 19,1  | 18,5  | 20,9  | 22,4  | 21,9  | 21,1  | 19,6  | 21,8  | 20,9  | 22,4  | 24,5  | 24,5  | 24,6  |
| 4   | Danemarca         | 52,4  | 48,5  | 49,1  | 46,2  | 44,2  | 37,4  | 31,5  | 27,3  | 33,3  | 40,2  | 42,6  | 46,1  | 44,9  | 44,0  | 44,3  | 39,8  | 37,2  | 35,9  | 34,0  | 33,7  | 42,2  | 36,7  | 30,1  |
| 5   | Suedia            | 50,3  | 51,9  | 49,8  | 49,3  | 48,5  | 48,7  | 43,6  | 38,9  | 37,5  | 40,7  | 38,1  | 37,2  | 37,5  | 40,3  | 45,0  | 43,7  | 42,3  | 41,4  | 39,5  | 35,5  | 39,8  | 36,5  | 33,0  |
| 6   | Lituania          | 23,5  | 22,9  | 22,2  | 20,4  | 18,7  | 17,6  | 17,3  | 15,9  | 14,6  | 28,0  | 36,2  | 37,1  | 39,7  | 38,7  | 40,5  | 42,5  | 39,7  | 39,1  | 33,7  | 35,8  | 46,3  | 43,7  | 38,4  |
| 7   | Letonia           | 12,1  | 13,8  | 13,0  | 14,1  | 14,6  | 11,9  | 10,0  | 8,4   | 18,5  | 37,0  | 47,6  | 45,1  | 42,4  | 40,3  | 41,6  | 37,0  | 40,3  | 38,9  | 37,0  | 36,5  | 42,0  | 43,7  | 40,8  |
| 8   | Cehia             | 17,0  | 22,7  | 25,8  | 28,2  | 28,4  | 27,7  | 27,6  | 27,3  | 28,1  | 33,4  | 37,1  | 39,7  | 44,2  | 44,4  | 41,9  | 39,7  | 36,6  | 34,2  | 32,1  | 30,0  | 37,7  | 42,0  | 44,1  |
| 9   | Irlanda           | 36,4  | 33,6  | 30,9  | 29,8  | 28,1  | 26,1  | 23,6  | 23,9  | 42,5  | 61,8  | 86,2  | 110,5 | 119,6 | 119,9 | 104,3 | 76,7  | 74,3  | 67,6  | 63,0  | 57,0  | 58,4  | 55,4  | 44,7  |
| 10  | România           | 22,5  | 25,9  | 24,8  | 22,1  | 18,9  | 15,9  | 12,4  | 11,9  | 12,3  | 21,8  | 29,0  | 32,3  | 35,4  | 37,8  | 39,2  | 37,8  | 37,9  | 35,3  | 34,5  | 35,1  | 46,9  | 48,6  | 47,3  |
| 11  | Polonia           | 36,4  | 37,3  | 41,7  | 46,6  | 45,1  | 46,6  | 47,3  | 44,5  | 46,7  | 49,8  | 54,0  | 55,1  | 54,8  | 57,1  | 51,4  | 51,3  | 54,5  | 50,8  | 48,7  | 45,7  | 57,2  | 53,6  | 49,1  |
| 12  | Țările de Jos     | 52,2  | 49,5  | 48,9  | 50,0  | 50,3  | 49,8  | 45,2  | 43,0  | 54,7  | 56,8  | 59,3  | 61,7  | 66,2  | 67,7  | 67,9  | 64,6  | 61,9  | 57,0  | 52,4  | 48,5  | 54,7  | 52,5  | 51,0  |
| 13  | Malta             | 60,7  | 64,9  | 63,1  | 68,6  | 71,3  | 69,9  | 64,3  | 61,9  | 61,8  | 66,3  | 65,5  | 70,0  | 66,6  | 66,4  | 62,1  | 56,2  | 54,7  | 47,8  | 43,7  | 40,3  | 52,9  | 55,1  | 53,4  |
| 14  | Slovacia          | 50,5  | 51,1  | 45,3  | 43,2  | 41,7  | 34,7  | 31,4  | 30,3  | 28,6  | 36,4  | 40,6  | 43,2  | 51,7  | 54,7  | 53,5  | 51,7  | 52,3  | 51,5  | 49,4  | 48,0  | 58,9  | 61,0  | 57,8  |
| 15  | Germania          | 59,3  | 58,2  | 59,9  | 63,5  | 65,2  | 67,5  | 66,9  | 64,2  | 65,7  | 73,2  | 82,0  | 79,4  | 80,7  | 78,3  | 75,3  | 71,9  | 69,0  | 65,2  | 61,9  | 59,6  | 68,7  | 69,3  | 66,3  |
| 16  | Croația           | 35,4  | 36,6  | 36,5  | 37,8  | 39,9  | 40,9  | 38,4  | 37,2  | 39,0  | 48,2  | 57,1  | 63,4  | 69,2  | 80,1  | 83,8  | 83,2  | 79,7  | 76,5  | 73,2  | 71,0  | 87,0  | 78,4  | 68,4  |
| 17  | Slovenia          | 25,9  | 26,1  | 27,4  | 26,8  | 26,9  | 26,4  | 26,1  | 22,8  | 21,8  | 34,5  | 38,3  | 46,5  | 53,6  | 70,0  | 80,3  | 82,6  | 78,5  | 74,2  | 70,3  | 65,4  | 79,6  | 74,5  | 69,9  |
| 18  | Finlanda          | 45,1  | 43,4  | 42,6  | 45,1  | 44,9  | 42,1  | 40,2  | 36,0  | 34,7  | 44,1  | 50,1  | 51,9  | 57,7  | 60,6  | 64,5  | 68,3  | 68,0  | 66,0  | 64,8  | 64,9  | 74,7  | 72,6  | 73,0  |
| 19  | Ungaria           | 55,7  | 52,3  | 55,6  | 58,1  | 58,8  | 60,5  | 64,4  | 65,6  | 71,8  | 78,0  | 80,0  | 80,3  | 78,2  | 77,2  | 76,5  | 75,8  | 74,9  | 72,1  | 69,1  | 65,3  | 79,3  | 76,6  | 73,3  |
| 20  | Austria           | 66,1  | 66,7  | 66,7  | 65,9  | 65,2  | 68,6  | 67,3  | 65,0  | 68,7  | 79,9  | 82,7  | 82,4  | 81,9  | 81,3  | 84,0  | 84,9  | 82,8  | 78,5  | 74,1  | 70,6  | 82,9  | 82,3  | 78,4  |
| 21  | Cipru             | 55,7  | 57,3  | 60,5  | 63,8  | 64,8  | 63,4  | 59,3  | 54,0  | 45,5  | 54,3  | 56,3  | 65,8  | 80,1  | 103,7 | 108,8 | 107,5 | 103,2 | 93,2  | 98,6  | 90,8  | 113,8 | 101,2 | 86,5  |
| 22  | Belgia            | 109,6 | 108,2 | 105,4 | 101,7 | 97,2  | 95,1  | 91,5  | 87,3  | 93,2  | 100,2 | 100,3 | 103,5 | 104,8 | 105,5 | 107,0 | 105,2 | 105,0 | 102,0 | 99,9  | 97,6  | 112,0 | 109,1 | 105,1 |
| 23  | Franța            | 58,9  | 58,3  | 60,3  | 64,4  | 65,9  | 67,4  | 64,6  | 64,5  | 68,8  | 83,0  | 85,3  | 87,8  | 90,6  | 93,4  | 94,9  | 95,6  | 98,0  | 98,1  | 97,8  | 97,4  | 114,6 | 112,9 | 111,6 |
| 24  | Spania            | 57,8  | 54,0  | 51,2  | 47,7  | 45,4  | 42,4  | 39,1  | 35,8  | 39,7  | 53,3  | 60,5  | 69,9  | 90,0  | 100,5 | 105,1 | 103,3 | 102,7 | 101,8 | 100,4 | 98,2  | 120,4 | 118,3 | 113,2 |
| 25  | Portugalia        | 54,2  | 57,4  | 60,0  | 63,9  | 67,1  | 72,2  | 73,7  | 72,7  | 75,6  | 87,8  | 100,2 | 114,4 | 129,0 | 131,4 | 132,9 | 131,2 | 131,5 | 126,1 | 121,5 | 116,6 | 134,9 | 125,4 | 113,9 |
| 26  | Italia            | 109,0 | 108,9 | 106,4 | 105,5 | 105,1 | 106,6 | 106,7 | 103,9 | 106,2 | 116,6 | 119,2 | 119,7 | 126,5 | 132,5 | 135,4 | 135,3 | 134,8 | 134,2 | 134,4 | 134,1 | 154,9 | 149,9 | 144,4 |
| 27  | Grecia            | 104,9 | 107,1 | 104,9 | 101,5 | 102,9 | 107,4 | 103,6 | 103,1 | 109,4 | 126,7 | 147,5 | 175,2 | 162,0 | 178,2 | 180,3 | 176,7 | 180,5 | 179,5 | 186,4 | 180,6 | 206,3 | 194,6 | 171,3 |

Sursa: Eurostat (online data code: sdg_17_40)

### Ponderea taxelor de mediu în veniturile fiscale totale

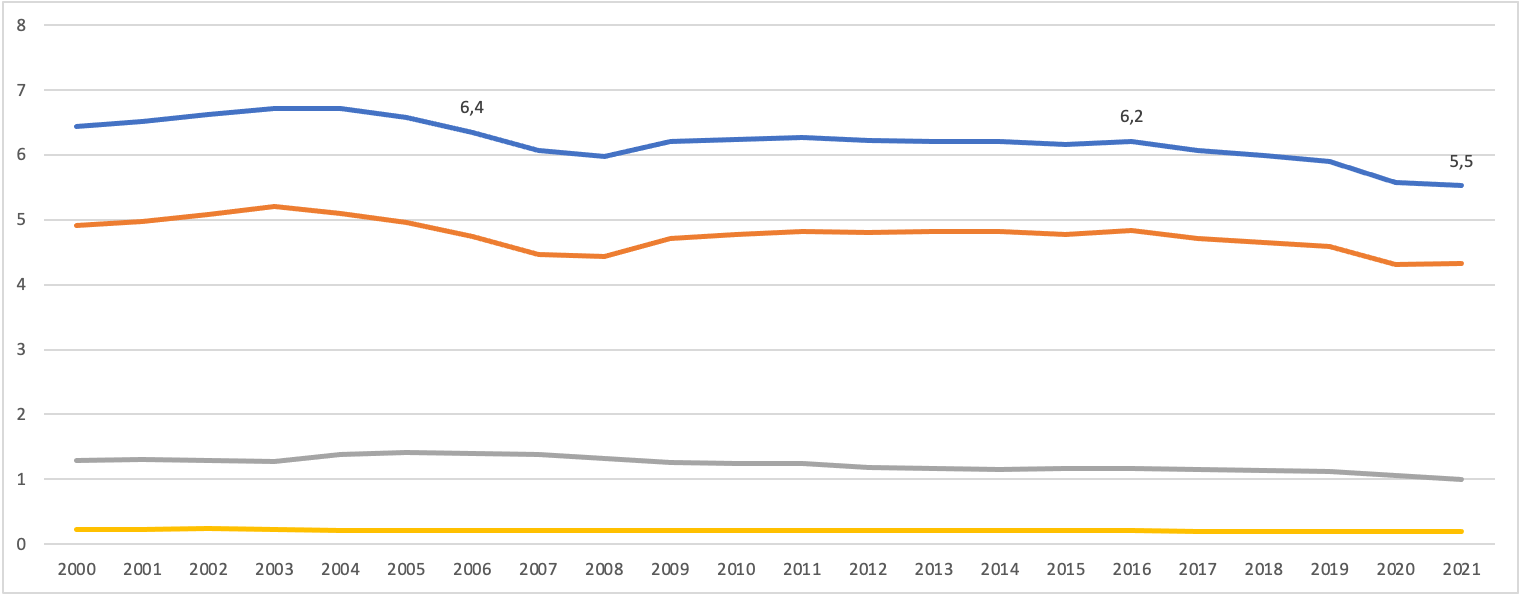
Total taxe de mediu
Taxe de energie
Taxe de transport
Taxe de poluare/resurse
Sursa: Eurostat (online data code: env_ac_tax)

Taxele de mediu sunt definite ca impozite bazate pe o unitate fizică (sau echivalent al acesteia) a ceva care are un impact negativ specific, dovedit asupra mediului. Există patru tipuri de taxe de mediu: taxe de energie, taxe de transport, taxe de poluare și taxe de resurse.
| Loc | Țară              | 2000  | 2001  | 2002  | 2003  | 2004  | 2005  | 2006  | 2007  | 2008  | 2009  | 2010  | 2011  | 2012  | 2013  | 2014  | 2015  | 2016  | 2017  | 2018  | 2019 | 2020 | 2021 |
|     |                   |       |       |       |       |       |       |       |       |       |       |       |       |       |       |       |       |       |       |       |      |      |      |
| --- | ----------------- | ----- | ----- | ----- | ----- | ----- | ----- | ----- | ----- | ----- | ----- | ----- | ----- | ----- | ----- | ----- | ----- | ----- | ----- | ----- | ---- | ---- | ---- |
| -   | Uniunea Europeană | 6,44  | 6,51  | 6,62  | 6,71  | 6,71  | 6,58  | 6,35  | 6,07  | 5,98  | 6,20  | 6,23  | 6,27  | 6,22  | 6,20  | 6,20  | 6,16  | 6,21  | 6,06  | 5,99  | 5,89 | 5,57 | 5,52 |
| 1   | Grecia            | 6,68  | 6,91  | 6,85  | 6,84  | 6,97  | 6,63  | 6,55  | 6,54  | 6,46  | 6,77  | 8,26  | 8,64  | 9,15  | 10,20 | 10,29 | 10,46 | 9,82  | 10,24 | 9,49  | 9,79 | 9,69 | 9,98 |
| 2   | Bulgaria          | 8,17  | 7,60  | 7,74  | 9,14  | 9,56  | 9,62  | 9,12  | 10,45 | 10,72 | 10,62 | 10,81 | 10,48 | 10,15 | 10,15 | 9,99  | 10,23 | 10,20 | 9,38  | 8,81  | 9,85 | 9,89 | 9,06 |
| 3   | Letonia           | 7,67  | 7,16  | 7,69  | 8,28  | 8,90  | 9,03  | 7,76  | 7,22  | 7,43  | 9,62  | 10,47 | 10,56 | 10,28 | 10,81 | 11,28 | 11,75 | 11,66 | 11,23 | 10,87 | 9,58 | 9,81 | 8,97 |
| 4   | Croația           | 7,18  | 7,74  | 9,31  | 9,64  | 9,49  | 9,21  | 8,86  | 8,43  | 7,73  | 7,79  | 8,41  | 7,57  | 7,11  | 7,80  | 8,66  | 9,12  | 9,30  | 9,41  | 9,38  | 9,22 | 8,92 | 8,75 |
| 5   | Polonia           | 6,51  | 6,58  | 7,45  | 7,71  | 8,56  | 8,14  | 7,92  | 7,93  | 8,14  | 8,50  | 8,66  | 8,27  | 8,06  | 7,55  | 8,05  | 8,17  | 8,11  | 7,85  | 7,70  | 7,23 | 7,12 | 7,84 |
| 6   | Țările de Jos     | 9,42  | 9,47  | 9,25  | 9,51  | 9,84  | 10,06 | 9,96  | 9,48  | 9,56  | 9,87  | 9,83  | 9,62  | 9,12  | 9,05  | 8,93  | 8,99  | 8,73  | 8,63  | 8,62  | 8,64 | 7,99 | 7,77 |
| 7   | România           | 11,23 | 8,22  | 7,54  | 8,40  | 8,59  | 7,15  | 6,76  | 7,07  | 6,33  | 7,11  | 8,00  | 6,89  | 7,21  | 7,52  | 8,66  | 8,79  | 9,27  | 7,78  | 7,59  | 8,14 | 7,30 | 7,43 |
| 8   | Slovenia          | 7,67  | 8,40  | 8,37  | 8,43  | 8,45  | 8,07  | 7,67  | 7,78  | 7,87  | 9,32  | 9,49  | 9,17  | 10,11 | 10,45 | 10,31 | 10,34 | 10,31 | 9,84  | 9,08  | 8,90 | 7,85 | 7,29 |
| 9   | Italia            | 7,64  | 7,57  | 7,40  | 7,51  | 7,25  | 7,43  | 7,14  | 6,57  | 6,22  | 6,70  | 6,73  | 7,36  | 8,03  | 7,93  | 8,32  | 7,92  | 8,33  | 7,99  | 7,94  | 7,70 | 7,14 | 6,93 |
| 10  | Estonia           | 5,44  | 6,96  | 6,38  | 6,11  | 6,73  | 7,58  | 7,17  | 7,00  | 7,37  | 8,42  | 8,82  | 8,65  | 8,61  | 8,09  | 8,27  | 8,19  | 8,85  | 8,71  | 8,31  | 9,57 | 7,20 | 6,81 |
| 11  | Slovacia          | 6,74  | 6,12  | 6,79  | 7,51  | 7,92  | 7,65  | 7,84  | 7,31  | 7,12  | 6,85  | 7,43  | 8,35  | 8,28  | 8,16  | 7,98  | 7,70  | 7,55  | 7,51  | 7,31  | 7,28 | 7,10 | 6,75 |
| 12  | Portugalia        | 8,41  | 9,21  | 9,60  | 9,80  | 9,75  | 9,34  | 8,89  | 8,62  | 7,89  | 8,18  | 8,00  | 7,20  | 6,91  | 6,49  | 6,65  | 7,03  | 7,59  | 7,56  | 7,41  | 7,33 | 6,71 | 6,63 |
| 13  | Cipru             | 9,05  | 9,79  | 9,69  | 12,01 | 12,32 | 10,58 | 9,63  | 8,70  | 8,69  | 8,76  | 8,67  | 8,68  | 8,15  | 8,56  | 9,09  | 9,17  | 9,05  | 9,03  | 8,55  | 7,37 | 6,98 | 6,50 |
| 14  | Malta             | 13,00 | 12,17 | 10,85 | 10,70 | 9,42  | 9,72  | 9,97  | 10,75 | 10,16 | 9,74  | 9,04  | 9,61  | 8,85  | 8,24  | 8,70  | 9,12  | 8,59  | 8,40  | 8,20  | 8,25 | 7,68 | 6,46 |
| 15  | Danemarca         | 10,32 | 10,49 | 11,01 | 10,54 | 10,75 | 10,25 | 10,07 | 10,21 | 9,32  | 8,88  | 8,92  | 8,92  | 8,67  | 8,95  | 8,17  | 8,57  | 8,55  | 8,02  | 8,15  | 7,02 | 6,71 | 6,00 |
| 16  | Ungaria           | 7,50  | 7,12  | 7,09  | 6,94  | 7,58  | 7,45  | 7,79  | 7,03  | 6,82  | 6,74  | 7,17  | 7,00  | 6,49  | 6,32  | 6,26  | 6,37  | 6,47  | 6,43  | 6,16  | 6,22 | 6,01 | 5,94 |
| 17  | Finlanda          | 6,67  | 6,67  | 6,86  | 7,28  | 7,47  | 7,06  | 6,91  | 6,41  | 6,30  | 6,19  | 6,57  | 7,18  | 6,98  | 6,71  | 6,62  | 6,65  | 7,05  | 6,90  | 6,92  | 6,63 | 6,51 | 5,81 |
| 18  | Lituania          | 7,95  | 8,72  | 9,68  | 9,68  | 9,30  | 7,85  | 5,97  | 5,82  | 5,34  | 6,68  | 6,46  | 6,20  | 6,09  | 6,23  | 6,31  | 6,40  | 6,48  | 6,49  | 6,58  | 6,23 | 6,23 | 5,77 |
| 19  | Belgia            | 5,43  | 5,42  | 5,28  | 5,52  | 5,77  | 5,79  | 5,40  | 5,39  | 5,22  | 5,46  | 5,61  | 5,80  | 5,56  | 5,48  | 5,57  | 5,66  | 6,03  | 6,02  | 6,02  | 6,07 | 5,80 | 5,72 |
| 20  | Irlanda           | 8,92  | 7,95  | 8,15  | 7,95  | 8,30  | 8,25  | 7,69  | 7,93  | 7,92  | 8,06  | 8,81  | 8,78  | 8,42  | 8,61  | 8,33  | 8,15  | 8,02  | 7,78  | 7,01  | 6,42 | 6,05 | 5,51 |
| 21  | Cehia             | 6,94  | 7,19  | 6,81  | 6,87  | 7,02  | 7,15  | 6,95  | 6,65  | 6,72  | 7,05  | 6,89  | 6,85  | 6,43  | 5,99  | 6,21  | 5,98  | 5,99  | 5,67  | 5,44  | 5,67 | 5,35 | 5,12 |
| 22  | Austria           | 5,68  | 5,86  | 6,13  | 6,33  | 6,33  | 6,27  | 6,00  | 5,83  | 5,66  | 5,73  | 5,68  | 5,87  | 5,75  | 5,58  | 5,59  | 5,51  | 5,61  | 5,71  | 5,39  | 5,35 | 4,97 | 4,99 |
| 23  | Franța            | 5,01  | 4,55  | 4,85  | 4,69  | 4,90  | 4,68  | 4,52  | 4,39  | 4,32  | 4,43  | 4,47  | 4,43  | 4,40  | 4,45  | 4,45  | 4,73  | 4,91  | 4,98  | 5,13  | 5,10 | 4,78 | 4,82 |
| 24  | Spania            | 6,44  | 6,16  | 6,06  | 6,03  | 5,74  | 5,39  | 5,08  | 4,86  | 5,09  | 5,45  | 5,25  | 5,08  | 4,88  | 5,80  | 5,52  | 5,70  | 5,54  | 5,42  | 5,28  | 5,09 | 4,74 | 4,59 |
| 25  | Suedia            | 5,35  | 5,62  | 5,98  | 6,06  | 5,95  | 5,93  | 5,78  | 5,69  | 6,00  | 6,30  | 6,21  | 5,81  | 5,69  | 5,46  | 5,16  | 5,05  | 5,03  | 4,80  | 4,76  | 4,79 | 4,72 | 4,43 |
| 26  | Germania          | 5,83  | 6,47  | 6,56  | 6,84  | 6,68  | 6,49  | 6,26  | 5,77  | 5,69  | 5,85  | 5,77  | 5,78  | 5,53  | 5,36  | 5,20  | 4,95  | 4,76  | 4,61  | 4,45  | 4,39 | 4,26 | 4,38 |
| 27  | Luxemburg         | 7,09  | 7,09  | 7,05  | 7,28  | 8,17  | 7,84  | 7,36  | 7,05  | 7,01  | 6,55  | 6,32  | 6,34  | 6,12  | 5,66  | 5,23  | 5,05  | 4,67  | 4,45  | 4,33  | 4,43 | 3,61 | 3,76 |

| Loc | Țară     | 2000 | 2001 | 2002 | 2003 | 2004 | 2005 | 2006 | 2007 | 2008 | 2009 | 2010 | 2011 | 2012 | 2013 | 2014 | 2015 | 2016 | 2017 | 2018 | 2019 | 2020 | 2021 |
| --- | -------- | ---- | ---- | ---- | ---- | ---- | ---- | ---- | ---- | ---- | ---- | ---- | ---- | ---- | ---- | ---- | ---- | ---- | ---- | ---- | ---- | ---- | ---- |
| -   | Islanda  | 9,25 | 7,96 | 7,58 | 8,02 | 8,10 | 8,08 | 7,28 | 7,21 | 6,20 | 6,21 | 6,87 | 6,68 | 6,77 | 6,27 | 5,77 | 6,07 | 4,09 | 5,93 | 5,80 | 5,72 | 5,56 | 4,85 |
| -   | Elveția  | N/A  | N/A  | N/A  | N/A  | N/A  | N/A  | N/A  | N/A  | 5,06 | 5,20 | 5,38 | 5,14 | 5,17 | 5,03 | 5,06 | 5,03 | 5,11 | 5,00 | 5,15 | 5,07 | 4,97 | 4,78 |
| -   | Norvegia | 7,40 | 7,37 | 7,56 | 7,56 | 7,30 | 6,84 | 6,71 | 6,76 | 6,28 | 6,38 | 6,32 | 5,91 | 5,62 | 5,84 | 5,97 | 6,09 | 6,18 | 5,90 | 5,54 | 5,24 | 5,16 | 3,97 |

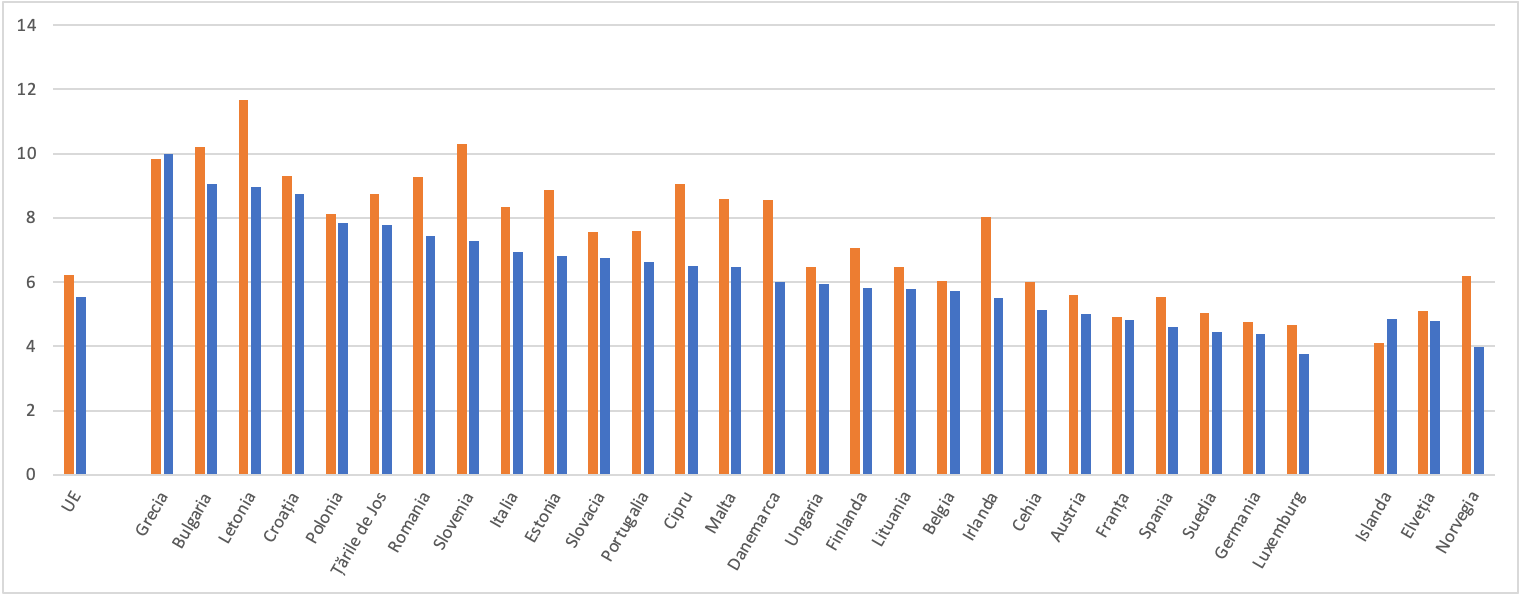
2016
2021
Sursa: Eurostat (online data code: sdg_17_50)

Sursa: Eurostat (online data code: sdg_17_50)
|                         | 2000 | 2001 | 2002 | 2003 | 2004 | 2005 | 2006 | 2007 | 2008 | 2009 | 2010 | 2011 | 2012 | 2013 | 2014 | 2015 | 2016 | 2017 | 2018 | 2019 | 2020 | 2021 |
|                         |      |      |      |      |      |      |      |      |      |      |      |      |      |      |      |      |      |      |      |      |      |      |
| ----------------------- | ---- | ---- | ---- | ---- | ---- | ---- | ---- | ---- | ---- | ---- | ---- | ---- | ---- | ---- | ---- | ---- | ---- | ---- | ---- | ---- | ---- | ---- |
| Total taxe de mediu     | 6,44 | 6,51 | 6,62 | 6,71 | 6,71 | 6,58 | 6,35 | 6,07 | 5,98 | 6,20 | 6,23 | 6,27 | 6,22 | 6,20 | 6,20 | 6,16 | 6,21 | 6,06 | 5,99 | 5,89 | 5,57 | 5,52 |
| Taxe de energie         | 4,91 | 4,98 | 5,08 | 5,20 | 5,10 | 4,95 | 4,74 | 4,47 | 4,44 | 4,71 | 4,77 | 4,82 | 4,81 | 4,82 | 4,82 | 4,77 | 4,83 | 4,71 | 4,65 | 4,59 | 4,31 | 4,32 |
| Taxe de transport       | 1,29 | 1,30 | 1,29 | 1,28 | 1,38 | 1,41 | 1,40 | 1,38 | 1,32 | 1,26 | 1,25 | 1,24 | 1,19 | 1,17 | 1,16 | 1,17 | 1,17 | 1,15 | 1,14 | 1,12 | 1,06 | 1,00 |
| Taxe de poluare/resurse | 0,23 | 0,23 | 0,24 | 0,23 | 0,22 | 0,22 | 0,22 | 0,21 | 0,22 | 0,22 | 0,21 | 0,21 | 0,22 | 0,21 | 0,21 | 0,22 | 0,21 | 0,20 | 0,20 | 0,19 | 0,20 | 0,19 |

Sursa: Eurostat (online data code: env_ac_tax)
| Total taxe de mediu Taxe de energie | Taxe de transport Taxe de poluare/resurse |

### Ponderea gospodăriilor cu conexiune la internet de mare viteză

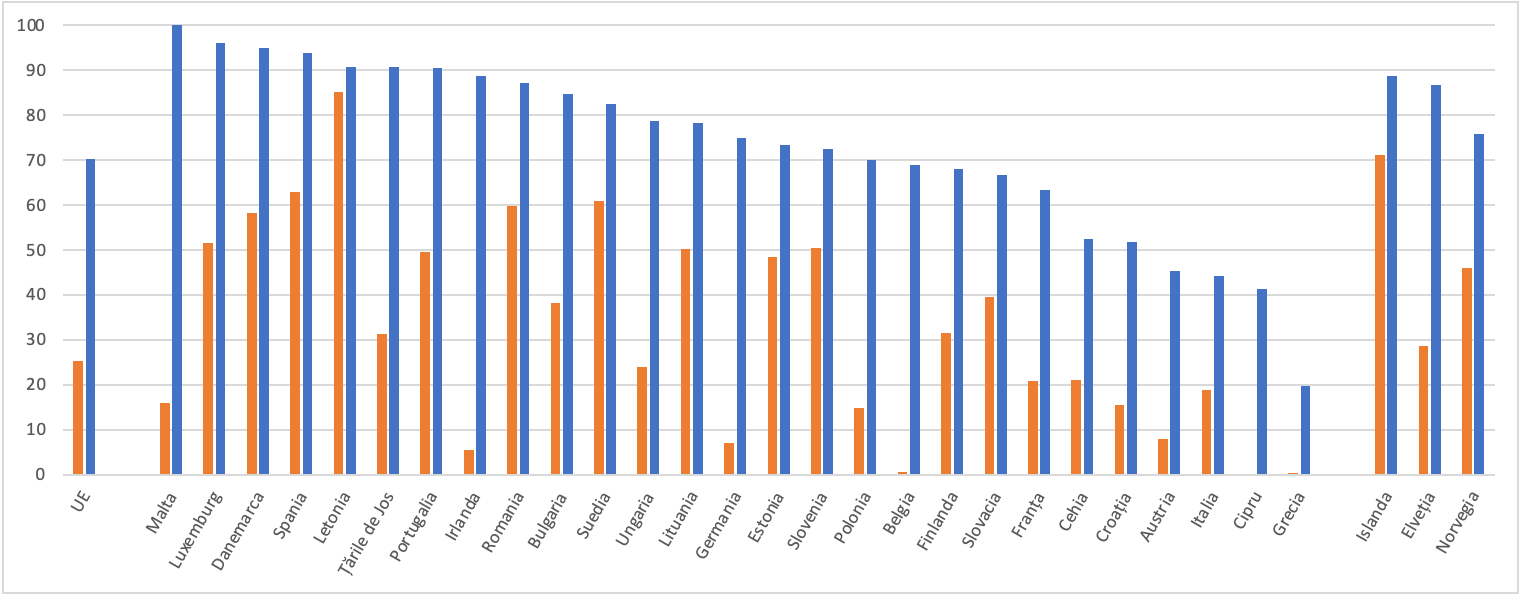
2016
2021
Sursa: Eurostat (online data code: sdg_17_60)

Indicatorul măsoară ponderea gospodăriilor cu conexiune fixă la rețea de foarte mare capacitate (VHCN). Rețea de foarte mare capacitate înseamnă fie o rețea de comunicații electronice care constă în întregime din elemente de fibră optică cel puțin până la punctul de distribuție din locația de deservire, fie o rețea de comunicații electronice capabilă să furnizeze, în condiții obișnuite de oră de vârf, performanțe similare de rețea în termeni de lățime de bandă disponibilă pentru legătura în amonte și în aval, reziliența, parametrii legați de eroare, latența și variația acesteia. Datele sunt colectate pentru studiile privind acoperirea în bandă largă în Europa publicate de Comisia Europeană. Datele până în 2018 se referă numai la fibră către locație (FTTP), în timp ce datele din 2019 până în prezent se referă atât la FTTP, cât și la specificația interfeței serviciului de date prin cablu (DOCSIS) 3.1. DOCSIS permite adăugarea de transfer de date cu lățime de bandă mare la sistemele existente de televiziune prin cablu.
| Loc | Țară              | 2013 | 2014 | 2015 | 2016 | 2017 | 2018 | 2019  | 2020  | 2021  |
|     |                   |      |      |      |      |      |      |       |       |       |
| --- | ----------------- | ---- | ---- | ---- | ---- | ---- | ---- | ----- | ----- | ----- |
| -   | Uniunea Europeană | 15,6 | 19,5 | 21,9 | 25,2 | 29,2 | 33,3 | 50,1  | 59,8  | 70,2  |
| 1   | Malta             | 0,8  | 8,4  | 10,4 | 16,0 | 23,0 | 31,6 | 100,0 | 100,0 | 100,0 |
| 2   | Luxemburg         | 36,0 | 42,8 | 47,1 | 51,5 | 57,2 | 63,4 | 92,0  | 95,1  | 95,9  |
| 3   | Danemarca         | 46,8 | 52,4 | 57,0 | 58,1 | 62,7 | 64,4 | 93,0  | 93,8  | 94,9  |
| 4   | Spania            | 22,7 | 44,8 | 52,8 | 62,8 | 71,4 | 77,4 | 89,0  | 91,7  | 93,8  |
| 5   | Letonia           | 82,9 | 83,9 | 85,0 | 85,2 | 85,7 | 87,8 | 88,1  | 88,1  | 90,7  |
| 6   | Țările de Jos     | 23,3 | 28,2 | 29,7 | 31,2 | 31,9 | 32,2 | 88,6  | 89,8  | 90,6  |
| 7   | Portugalia        | 42,1 | 45,3 | 47,2 | 49,6 | 63,6 | 70,2 | 83,0  | 86,6  | 90,5  |
| 8   | Irlanda           | 1,7  | 1,7  | 4,5  | 5,5  | 8,3  | 12,9 | 35,4  | 83,3  | 88,7  |
| 9   | România           | 54,7 | 58,0 | 58,2 | 59,7 | 61,0 | 62,7 | 68,1  | 75,9  | 87,1  |
| 10  | Bulgaria          | 22,9 | 28,3 | 32,2 | 38,2 | 45,2 | 54,2 | 65,2  | 75,2  | 84,7  |
| 11  | Suedia            | 51,8 | 56,4 | 56,4 | 60,8 | 66,4 | 72,2 | 77,1  | 80,5  | 82,5  |
| 12  | Ungaria           | 19,8 | 20,8 | 21,5 | 24,0 | 29,8 | 35,9 | 42,6  | 48,6  | 78,6  |
| 13  | Lituania          | 48,7 | 49,2 | 49,6 | 50,1 | 54,4 | 60,6 | 61,0  | 67,1  | 78,2  |
| 14  | Germania          | 4,4  | 4,3  | 6,6  | 7,1  | 7,3  | 8,5  | 32,7  | 55,9  | 74,9  |
| 15  | Estonia           | 43,0 | 44,6 | 47,5 | 48,5 | 50,7 | 54,2 | 57,4  | 70,9  | 73,4  |
| 16  | Slovenia          | 36,6 | 42,2 | 45,0 | 50,4 | 52,2 | 61,1 | 63,8  | 65,6  | 72,4  |
| 17  | Polonia           | 3,5  | 7,3  | 9,0  | 14,8 | 21,3 | 29,1 | 60,3  | 64,6  | 70,0  |
| 18  | Belgia            | 0,4  | 0,4  | 0,4  | 0,6  | 0,8  | 1,4  | 66,5  | 67,5  | 68,9  |
| 19  | Finlanda          | 29,4 | 30,7 | 31,4 | 31,6 | 31,7 | 31,4 | 61,8  | 66,7  | 68,0  |
| 20  | Slovacia          | 29,5 | 32,0 | 36,1 | 39,5 | 41,2 | 42,9 | 45,5  | 50,2  | 66,7  |
| 21  | Franța            | 10,5 | 13,6 | 15,5 | 20,8 | 28,3 | 37,8 | 43,8  | 52,6  | 63,4  |
| 22  | Cehia             | 13,4 | 13,9 | 17,3 | 21,0 | 25,9 | 28,3 | 29,3  | 33,3  | 52,5  |
| 23  | Croația           | 6,9  | 8,8  | 10,1 | 15,6 | 17,8 | 23,4 | 43,2  | 46,5  | 51,7  |
| 24  | Austria           | 7,1  | 7,1  | 7,1  | 8,0  | 12,4 | 13,0 | 13,8  | 39,3  | 45,4  |
| 25  | Italia            | 12,2 | 14,8 | 16,4 | 18,8 | 21,7 | 23,9 | 30,0  | 33,7  | 44,2  |
| 26  | Cipru             | 0,0  | 0,0  | 0,0  | 0,0  | 0,0  | 0,5  | 10,1  | 26,2  | 41,4  |
| 27  | Grecia            | 0,4  | 0,4  | 0,4  | 0,4  | 0,4  | 0,4  | 7,1   | 10,2  | 19,8  |

| Loc | Țară     | 2013 | 2014 | 2015 | 2016 | 2017 | 2018 | 2019 | 2020 | 2021 |
| --- | -------- | ---- | ---- | ---- | ---- | ---- | ---- | ---- | ---- | ---- |
| -   | Islanda  | 60,8 | 59,9 | 60,4 | 71,1 | 72,3 | 76,2 | 82,0 | 83,6 | 88,7 |
| -   | Elveția  | 21,1 | 25,9 | 27,0 | 28,6 | 29,5 | 30,3 | 79,4 | 85,9 | 86,6 |
| -   | Norvegia | 33,8 | 40,0 | 41,1 | 45,9 | 51,9 | 58,7 | 71,4 | 73,7 | 75,8 |

Sursa: Serviciile Comisiei Europene, Eurostat (online data code: sdg_17_60)